# Vatra Dornei
Vatra Dornei (în germană Dorna Watra sau Dorna-Watra, în maghiară Dornavátra) este un municipiu în județul Suceava, Bucovina, România, format din localitățile componente Argestru, Roșu, Todireni și Vatra Dornei (reședința). La recensământul din anul 2011, localitatea avea o populație de 14. 429 locuitori, fiind al cincilea centru urban ca mărime al județului. La 1 ianuarie 2020 numărul de locuitori era de 16.520 conform bazei de date a Institutului Național de Statistică (INS). A fost declarată municipiu în anul 2000, fiind cel mai recent și cel mai mic municipiu din județul Suceava. Vatra Dornei este cunoscută încă din secolul al XIX-lea, ca stațiune balneară și pentru practicarea sporturilor de iarnă.

## Geografie

### Localizare

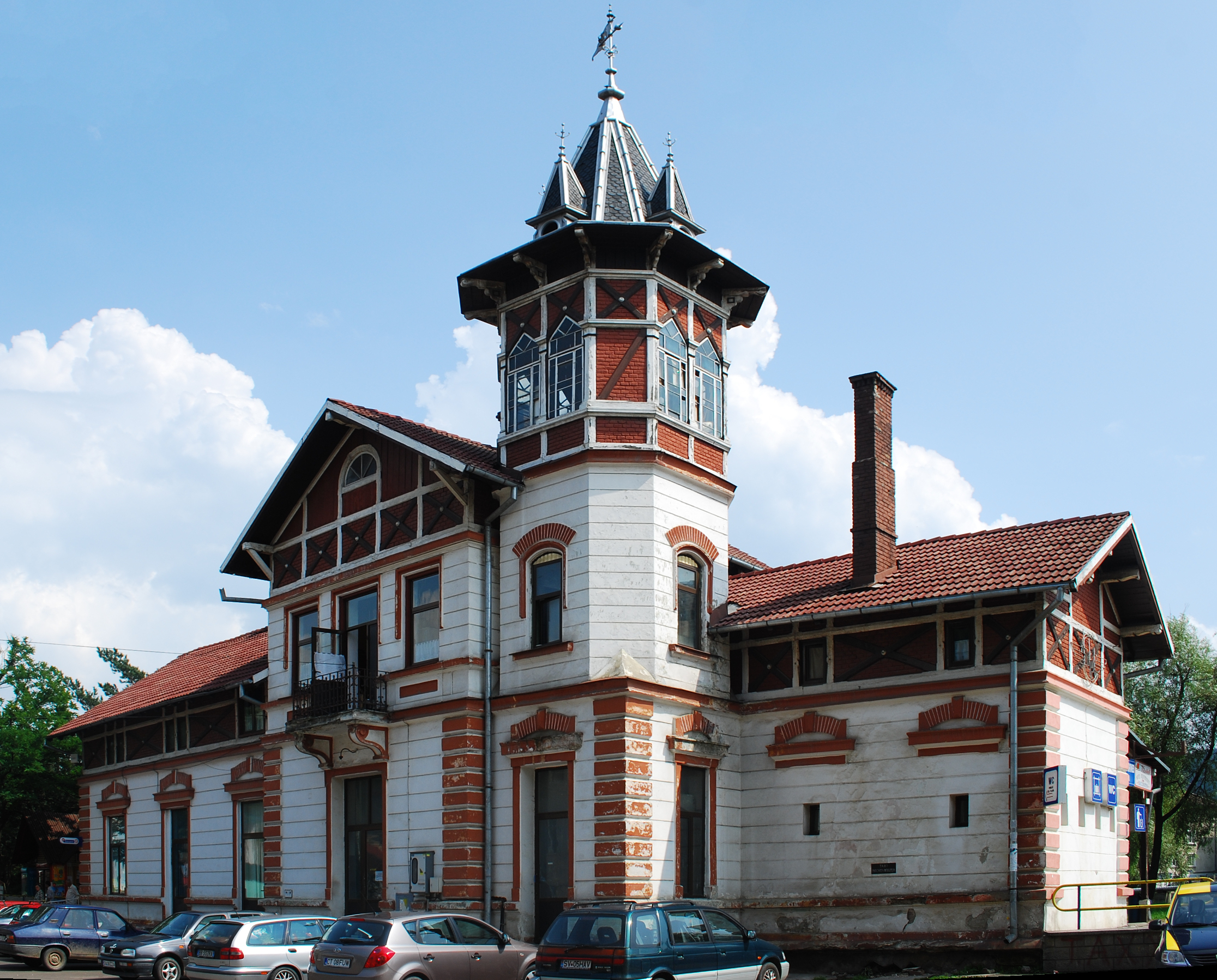
Gara Vatra Dornei-Băi

Municipiul Vatra Dornei este situat în partea sud-vestică a județului Suceava, în Depresiunea Dornelor, având următoarele coordonate geografice: 47° 21' latitudine nordică și 25° 22' longitudine estică. Vecinii orașului sunt următoarele comune: Pojorâta (la nord), Iacobeni (la nord-vest), Dorna Candrenilor (la vest), Șaru Dornei (la sud) și Dorna-Arini (la est).
Localitatea Vatra Dornei este traversată de șoseaua europeană E58 (DN 17), importantă cale rutieră care leagănordul Moldovei de Transilvania. Distanțele din Vatra Dornei până la cele mai apropiate orașe pe această șosea sunt următoarele: 110 km până în municipiul Suceava (reședința județului cu același nume), 43 km până în municipiul Câmpulung Moldovenesc, 84 km până municipiul Bistrița, 74 km până în orașul Gura Humorului și 66 km până în orașul Frasin.
Altă cale rutieră importantă care străbate Vatra Dornei este șoseaua națională DN 17B, care asigură legătura cu județul Neamț. Pe această șosea, Vatra Dornei se află la 156 km de municipiul Piatra Neamț, 52 km de orașul Broșteni și 130 km de orașul Bicaz.
Municipiul Vatra Dornei este conectat la sistemul de căi ferate române prin magistrala feroviară Suceava – Vama – Floreni – Ilva Mică, care traversează centrul orașului, unde există două stații CFR, aflate la mică distanță una de cealaltă: Gara Vatra Dornei (construită în 1902) și Gara Vatra Dornei Băi (construită în 1910). Aeroportul cel mai apropiat este cel din Suceava, aflat la circa 120 km distanță.
Municipiul Vatra Dornei administrează trei localități care fac parte din alcătuirea sa: Argestru, Roșu și Todireni.

### Relief
Vatra Dornei reprezintă o așezare depresionară tipic montană, fiind situată în partea de nord a Carpaților Orientali, la o altitudine medie de aproximativ 800 de metri. Orașul este dispus în Depresiunea Dornelor care are următoarele limite: Munții Rarău și Giumalău la nord-est (cu Vârful Bărnărel – 1.321 metri); Munții Călimani la sud (cu Vârful Dealu Negru – 1.302 metri) și Munții Suhard la nord (cu Vârful Runc – 1.149 metri). Geologia teritoriului este formată din șisturi cristaline (Munții Suhard, în partea de nord) și din roci de natură vulcanică (Munții Călimăni, în partea de sud).

### Hidrografie
Municipiul este așezat la confluența râurilor Bistrița Aurie și Dorna. În afară de aceste două cursuri de apă principale, la confluența cărora s-a format Depresiunea Dornelor, localitatea mai este străbătută de câteva pârâuri: Argestru, Chilia, Colăcelul, Roșu, Negrești.

### Climă
Clima este una temperat-continentală, cu o temperatură medie anuală de 5,2 °C. În luna iulie media este de +15 °C, iar în luna ianuarie este de -6 °C. Temperaturile extreme înregistrate la Vatra Dornei sunt următoarele: +36,4 °C (în data de 18 iulie 1904), respectiv -36,5 °C (în data de 13 ianuarie 1950).
Precipitațiile sunt abundente și ating aproximativ 800 mm. Numărul de zile cu zăpadă într-un an ajunge la aproximativ 120 zile/an. Cea mai lungă perioadă ploioasă înregistrată la Vatra Dornei a fost în august 1908 (14 zile). Presiunea atmosferică medie este de 690 mm în luna ianuarie, respectiv 694 mm în luna septembrie.

## Demografie
Componența etnică a municipiului Vatra Dornei
     Români (81,52%)
     Alte etnii (1,05%)
     Necunoscută (17,44%)
Componența confesională a municipiului Vatra Dornei
     Ortodocși (77,84%)
     Romano-catolici (1,53%)
     Alte religii (2,33%)
     Necunoscută (18,29%)
Conform recensământului efectuat în 2021, populația municipiului Vatra Dornei se ridică la 12.578 de locuitori, în scădere față de recensământul anterior din 2011, când fuseseră înregistrați 14.429 de locuitori. Majoritatea locuitorilor sunt români (81,52%), iar pentru 17,44% nu se cunoaște apartenența etnică. Din punct de vedere confesional, majoritatea locuitorilor sunt ortodocși (77,84%), cu o minoritate de romano-catolici (1,53%), iar pentru 18,29% nu se cunoaște apartenența confesională.
Conform Institutului Național de Statistică, la 1 ianuarie 2020, municipiul Vatra Dornei avea o populație de 16.520 persoane.http://statistici.insse.ro:8077/tempo-online/#/pages/tables/insse-table
|  | Graficele sunt indisponibile din cauza unor probleme tehnice. Mai multe informații se găsesc la Phabricator și la wiki-ul MediaWiki. |

Date: Recensăminte sau birourile de statistică - grafică realizată de Wikipedia

### Recensământul din 1930
Componența etnică a orașului Vatra Dornei
     Români (62,71%)
     Germani (15,75%)
     Evrei (17,78%)
     Ruteni (1%)
     Polonezi (1,55%)
     Altă etnie (1,21%)
Componența confesională a orașului Vatra Dornei
     Ortodocși (61,69%)
     Romano-catolici (14,09%)
     Mozaici (17,8%)
     Evanghelici\Luterani (3,75%)
     Greco-catolici (2,49%)
     Altă religie (0,18%)
Conform recensământului efectuat în 1930, populația orașului Vatra Dornei se ridica la 9.826 locuitori. Majoritatea locuitorilor erau români (62,71%), cu o minoritate de germani (15,75%), una de evrei (17,78%), una de ruteni (1,00%) și una de polonezi (1,55%). Alte persoane s-au declarat: maghiari (40 persoane), armeni (8 persoane), greci (1 persoană), ruși (20 persoane), sârbi\croați\sloveni (3 persoane) și cehi\slovaci (7 persoane). Din punct de vedere confesional, majoritatea locuitorilor erau ortodocși (61,69%), dar existau și romano-catolici (14,09%), mozaici (17,80%), evanghelici\luterani (3,75%) și greco-catolici (2,49%). Alte persoane au declarat: armeano-catolici (3 persoane), armeano-gregorieni (1 persoană), reformați (5 persoane), unitarieni (3 persoane), fără religie (1 persoană), iar 2 persoane nu au declarat religia.

## Politică și administrație
Municipiul Vatra Dornei este administrat de un primar și un consiliu local compus din 17 consilieri. Primarul, Marius-Vasile Rîpan[*], de la Partidul Național Liberal, este în funcție din 1 noiembrie 2024. Începând cu alegerile locale din 2024, consiliul local are următoarea componență pe partide politice:
|  | Partid                          | Consilieri | Componența Consiliului | Componența Consiliului | Componența Consiliului | Componența Consiliului | Componența Consiliului | Componența Consiliului | Componența Consiliului | Componența Consiliului |
|  | ------------------------------- | ---------- | ---------------------- | ---------------------- | ---------------------- | ---------------------- | ---------------------- | ---------------------- | ---------------------- | ---------------------- |
|  | Partidul Național Liberal       | 8          |                        |                        |                        |                        |                        |                        |                        |                        |
|  | Partidul Social Democrat        | 7          |                        |                        |                        |                        |                        |                        |                        |                        |
|  | Alianța pentru Unirea Românilor | 1          |                        |                        |                        |                        |                        |                        |                        |                        |
|  | Partidul Mișcarea Populară      | 1          |                        |                        |                        |                        |                        |                        |                        |                        |

## Istoric
Existența Dornei este atestată încă de pe vremea întemeierii statului Moldova, conform unei legende care leagă numele localității de o dragoste tragică a întemeietorului Dragoș Vodă. Acesta s-ar fi îndrăgostit de păstorița localnică Dorina, pe care a ucis-o dintr-o greșeală și, în amintirea ei, a decis ca apa lângă care s-a petrecut drama să poarte numele ei.
O explicație științifică a toponimicului „Dorna” este greu de oferit. În limba română cuvântul „dornă” se referă la însușirile unui curs de apă având mai multe sensuri cum ar fi „bulboană” sau „loc într-un râu unde apa este adâncă și limpede”. Dicționarul Limbii Române (2010) consideră termenul de origine necunoscută. Totuși prin comparația cu o limbă kartveliană (georgiana) aflăm termeni precum დორანი [dorani] sau დოვრანი [dovrani] ce desemnează o „zonă cu apă liniștită, unde se poate pescui” a căror originea  pare a fi în radicalul proto-kartvelian *dowr-, „lent, calm, care curge lent”. Astfel „dornă” ar putea fi un cuvânt de substrat a limbii române cu origini pre-indoeuropene. Alte ipoteze vehiculate ar fi că slavii au numit așezarea mlăștinoasă „dolină”, romanii au numit-o „durnacum”, iar la români a ajuns „Dorina”, care prin eliminarea vocalei „i” și prin rotacismul specific limbii române, a devenit „Dorna”.
Prima atestare documentară a localității datează din anul 1592. La 14 mai 1600 Mihai Viteazul trimite spre Moldova armata condusă de generalul său, Baba Novac. Acesta urmează drumul prin Candreni, peste Mestecăniș, spre Câmpulung și apoi spre Suceava, în urmărirea domnului Moldovei Ieremia Movilă.
După anul 1775, Dorna intră sub stăpânire austriacă, iar locuitorii din Dorna devin iobagi ai domeniului împărătesc Câmpulung. Faptul generează conflicte care durează aproape un secol. Locuitorilor li se iau drepturile la cârciumărit, pescuit, morărit, li se pus taxe pe fânețe și păduri și sunt obligați să presteze munci neplătite la diferite lucrări edilitare inițiate de coroană. De asemenea, ei trebuie sa dea autorităților biruri în natură (găini, lână și lemne). Pe teritoriul târgului Dornei se desfășoară numeroase conflicte sângeroase care sfârșesc prin însemnate pierderi de vieți omenești. În 1884, o sentință a autorităților austriece pedepsesc formal pe unul dintre opresorii locali cu o „dojană severă”.
Locuitorii Dornelor încearcă să pună capăt opresiunilor și nemulțumirilor prin plângeri repetate la împărat și la autoritățile locale dar ele nu pot fi soluționate până în jurul anului 1850, când este abrogată vechea constituție austriacă și începe perioada de 11 ani a absolutismului monarhic.
Evoluția edilitară și urbanistică a localității Dorna este puternic marcată de descoperirea uriașelor rezerve de ape minerale răspândite pe o suprafață de mai multe zeci de kilometri pătrați și cunoscute de ciobanii locului încă din anul 1750, fiind botezate de aceștia „izvoare cu burcut” (nume împrumutat probabil din maghiarul „borviz”). O cercetare științifică a apelor minerale din ținutul Dornelor este cunoscută în literatura de specialitate în jurul anului 1790. Chimistul Hacquette de Nürnberg realizează în această perioadă o analiză relativ completă a apelor din Dorna și din localitățile limitrofe Candreni și Șar. Recunoașterea oficială a importanței izvoarelor minerale și o analiză completă a lor, se datorează studiilor din anul 1805 ale doctorului Ignatziu Plusch. Acesta se ocupă mai întâi de apele minerale din Poiana Negrii pentru ca apoi, din anul 1810, să înainteze autorităților de la Viena primele semnale despre starea dezastruoasă a băilor din Vatra Dornei și a izvorului din Poiana Negrii, cu o propunere de relativă sistematizare a lor.

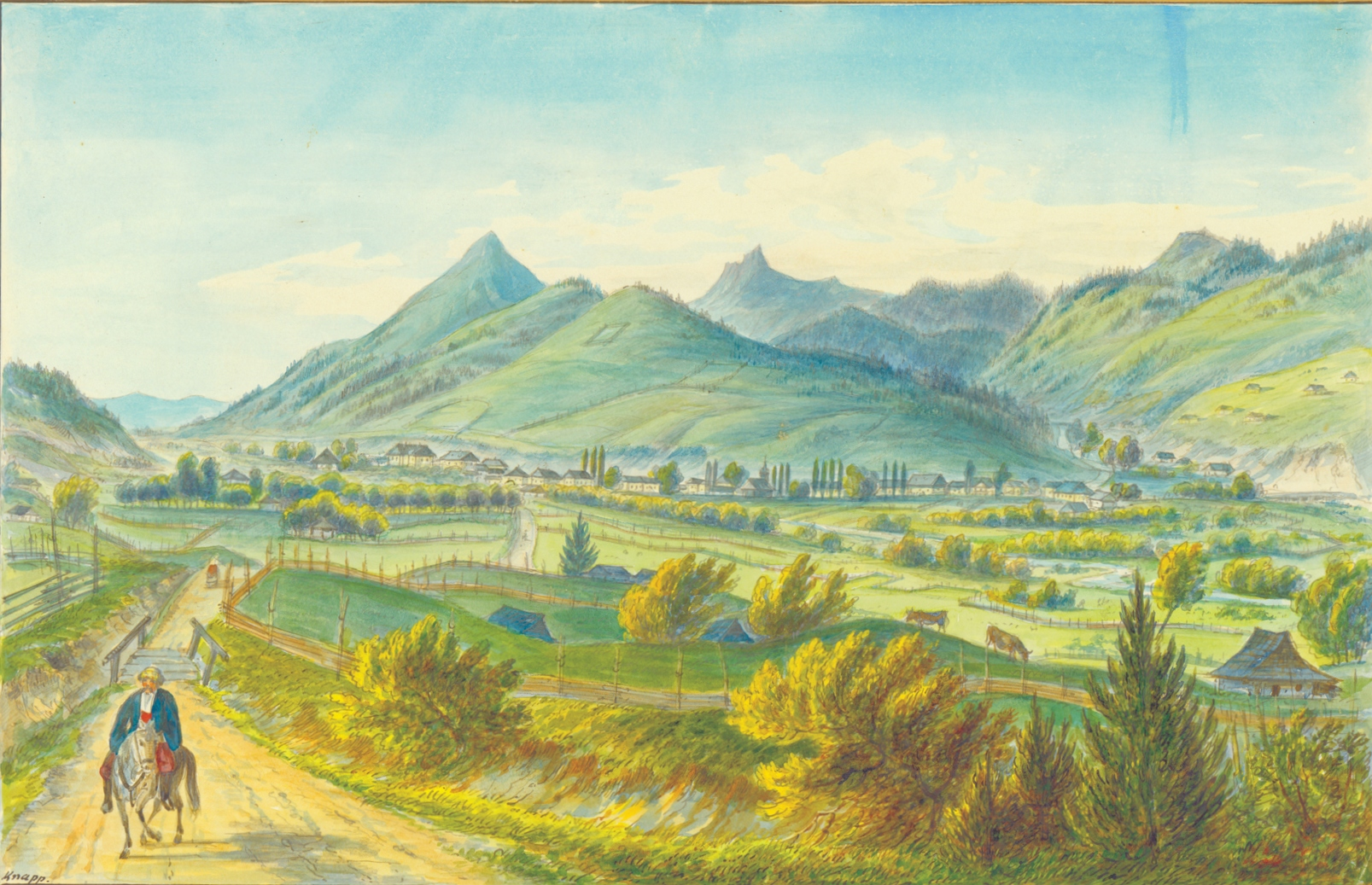
Vatra Dornei (pictură de Franz Xavier Knapp, 1867)

Din scrierile și rapoartele doctorului Plusch rezultă că, în forma lor primară, băile se făceau cu apă scoasă de bolnavi din fântâna Izvorului Ioan, situată la numai 200 de pași de drumul împărătesc. Prepararea băilor se făcea la domiciliul bolnavilor. Din acest motiv doctorul Plusch propune amenajarea stațiunii pe proprietatea particulară a numitului Cratzer, cu ajutorul tehnic și material al proprietarului minelor din Iacobeni, Manz de Mariense.
Proiectul de amenajare al băilor propus de doctorul Plusch, este aprobat prin decretul administrației din 17 ianuarie 1811, iar inginerul Buholzer primește ordinul să construiască o clădire cu șase căzi de baie la care apa minerală să fie adusă printr-o conductă și apoi să curgă prin jgheaburi.
În anul 1870 Fondul Bisericesc Român cumpără Băile Vatra Dornei, cunoscute sub numele de Institutul Balnear, împreună cu dreptul de proprietate asupra apelor minerale. Pentru bolnavi se ridică un imobil cu 20 de cabine, pe locul unde ulterior se va construi Hotelul nr. 1 și Cazinoul Vatra Dornei.
O descriere a stațiunii în jurul anilor 1880-1895 rezultă din însemnările inginerului Crasuschi, fost director al minelor din Iacobeni. Izvoarele erau captate în mod primitiv. Acestea prezentau niște găuri pătrate împrejmuite cu bârne și acoperite cu coajă de brad, fără nici o izolare. Aceste gropi erau umplute cu apă cu rugină murdară, în care cântau broaștele. Din aceste izvoare curgea apa prin niște jgheaburi, în butoaie deschise așezate pe bârne. Din aceste butoaie apa curgea prin țevi de metal spre locul unde era încalzită și de acolo la căzi. În total pe teritoriul localității Vatra Dornei au fost puse în valoare 15 izvoare de ape minerale.
O etapă nouă în dezvoltarea stațiunii balneare se înregistrează în anul 1895. La această dată geologul Stur întreprinde un studiu geologic al stațiunii Vatra Dornei și al terenului pe care este amplasată. În baza acestui studiu se proiectează și se dezvoltă stațiunea după 1895.
În anul 1899, principalele obiective ale stațiunii balneoclimaterice Vatra Dornei sunt finalizate și inaugurate. Între acestea se numără: Izvorul Ioan (denumit ulterior Izvorul Unirea), Izvorul Ferdinand și Izvorul Sentinela, toate aflate în vecinătatea cazinoului. Descoperit în anul 1871, Izvorul Sentinela este amenajat de fostul director al minelor din Iacobeni în anul 1897. Inițial, el a purtat numele fostului ministru al agriculturii al Imperiului Austriac, numindu-se Izvorul Falkenhein, dar românii din Dorna constituiți între 1898-1901 în Societatea culturală patriotică „Sentinela” hotărăsc să acorde numele instituției lor acestui izvor renumit. După 1948 izvorul se numește „23 August”, revenind la vechiul său nume, Sentinela, după Revoluția din decembrie 1989.
Printre edificiile devenite monumente arhitectonice ale localității se numără și stabilimentul balnear construit în anul 1895, în care se executau proceduri cu ape carbogazoase și nămol de Dorna.
Localitatea Vatra Dornei se dezvoltă începând din secolul al XVIII-lea în jurul stațiunii balneare și concomitent cu aceasta. Până în anul 1774 Dorna este dependentă de Ocolul Câmpulung și din această cauză nu are nici sigiliu, nici vornic. Dreptul de a avea sigiliu și vornic sau primar este dobândit abia în anul 1823, dar localitatea continuă să existe sub suzeranitatea vornicului de Câmpulung până în 1853.
În anii de după 1853 surse scrise ale istoriei locale pomenesc despre răscoalele dornenilor împotriva recrutării cu sila, despre construcția în 1830 a Podului Armeanului care traversa Râul Bistrița în zona Chilia și despre nenumărate persecuții la care au fost supuși locuitorii ținutului Dornei de către stăpânirea habsburgică.

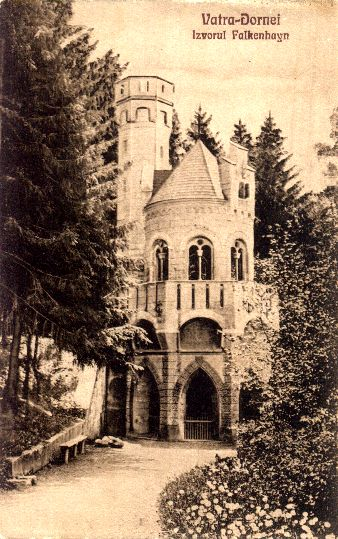
Izvorul Sentinela înainte de anul 1900

În anul 1848, în perioada când primar este George Burcă, se construiește în locul actualului pod de la piață, un pod care s-a numit „al vicilicilor” (participanții dorneni la evenimentele revoluționare de la sfârșitul secolului al XVIII-lea).
Un an mai târziu, în 1849, Bucovina este dezlipită de Galiția și ridicată la rangul de ducat. Această acțiune a permis ridicarea satului Dorna la rangul de târg în 1855 și înscrierea sa în actele oficiale ale stăpânirii habsburgice sub numele Vatra Dornei. În același an, la 9 septembrie, se înființează la Vatra Dornei Oficiul Mixt de Județ Dorna, similar cu Instituția Prefecturii.
În anii următori istoria locului pomenește tot mai des despre nemulțumirile dornenilor, despre înfățișările lor cu plângeri la împăratul Franz Joseph al Austriei, despre implicarea unor mari personalități ale vremii, precum Eudoxiu Hurmuzachi, în lupta lor pentru emancipare socială și administrativă.
În anul 1868 se creează Prefectura Câmpulungului, iar după 1872, când este desființat Domeniul Imperial Câmpulung, începe dezvoltarea administrativă a localității în strânsă legatură cu dezvoltarea stațiunii balneare.
Între 1850 și 1875 la Dorna se perindă mai mulți vornici și primari. Ziarul Deșteptarea din Cernăuți scria: „În anul 1875 Vatra Dornei nu mai era un sat, ci târg și noul comitet comunal de acolo era în mare încurcătură fiindcă nu avea nici un om potrivit de primar. În ziua alegerii primarului căpitanul vine la Vatra Dornei, cheamă noul comitet ales și îi spune că ar fi bine să aleagă primar un om cu carte, pentru că Vatra Dornei îi acum târg și un om fără carte n-ar putea cârmui o comună ca aceasta. Toți cărturarii din noul comitet au spus la vorba capitanului «Amin», numai Vasile Deac a zis fără sfială «Nu», deși el a fost și este om fără carte. Întrebându-l căpitanul pe Deac cine socoate că ar fi bun de primar, Deac a răspuns: «Eu socot că aș fi cel mai bun!» Și știți ce s-a întâmplat? Toți cărturarii din comună au strigat «Da! Dacă Deac se primește să fie primar, apoi el îi cel mai bun!»”
Instalarea lui Vasile Deac în funcția de primar al orașului, coincide cu perioada când se studiază de către oamenii de știință ai vremii și de către administrația Bucovinei și a Câmpulungului dezvoltarea stațiunii balneare Vatra Dornei.
În deceniul următor instalării lui Deac, Fondul Bisericesc din Cernăuți devine proprietarul izvoarelor de ape minerale și al așa-zisului institut balnear. În această conjunctură se pune tot mai acut problema dezvoltării băilor la nivelul edilitar al stațiunilor cunoscute deja în Europa. Ajutat de arhitecți și oameni de știință, proprietarul băilor întocmește un proiect pentru construirea unor edificii de tratament, cazare și petrecere a timpului liber, pe care dorește să-l materializeze în afara dezvoltării urbanistice a localitații.
Proiectul Fondului Bisericesc este supus în anul 1883 aprobării împăratului Franz Joseph și prin aprobarea acestuia, proiectul căpătă posibilitatea intrării în execuție. Modul de a gândi al autorităților Fondului Bisericesc nu îi convine primarului Vasile Deac și, consultându-se cu arhitecți și oameni de știință recunoscuți în epocă, ajunge la concluzia că singura posibilitate de a forța dezvoltarea târgului concomitent cu stațiunea balneară este solicitarea unei audiențe la împăratul Franz Joseph. Obține audiența la împărat în anul 1886 și, odată cu aceasta, aprobarea pentru dezvoltarea urbanistică a localității Vatra Dornei, pe teritoriul central al căreia urmau să fie instalate Palatul Comunal, Palatul Național, clădirea școlii primare, Gara Mare și Gara Băi, Biserica romano-catolică și Templul Evreiesc.

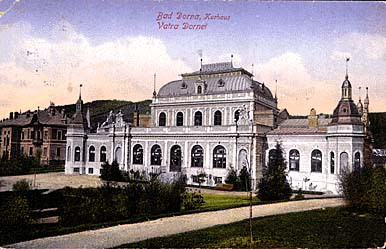
Cazinoul din Vatra Dornei înainte de anul 1916

Pentru început și având rezervată suma de 60.000 de coroane pentru construirea Palatului Comunal și 30.000 de coroane pentru zidirea unei școli românești de trei clase, el trece la execuția proiectelor. Lucrările construcțiilor aprobate de împărat sunt conduse de un meșter italian care se instalează în Vatra Dornei pe cheltuiala primăriei și, în anul 1895, încep lucrările de construcție a Palatului Comunal, care se desfășoară în același timp cu lucrările de construcție ale școlii generale. În localul Palatului Comunal funcționează și un han, în locul hanurilor care au dispărut până la finele deceniului al optulea și un restaurant, care dăinuie până în anul 1938.
În toamna anului 1897 este dată în folosință și clădirea Școlii Generale (astăzi Școala nr. 1). Înainte de a se încheia lucrările de construcție a Palatului Comunal, Vasile Deac începe lucrările de construcție a Palatului Național, care urma să adăpostească sediul Societății culturale și al cabinetului de citire „Sentinela”. „Sentinela” este prima asociație patriotică a românilor din Vatra Dornei, acționând consecvent pentru izbândirea idealurilor naționale. În timpul mandatului lui Vasile Deac se construiesc, de asemenea, în anul 1902, gara cunoscută sub numele de Gara Mare (stația CFR Vatra Dornei) care leagă pentru prima dată Suceava de Vatra Dornei și se începe construcția Gării Vatra Dornei Băi, care este dată în folosință după decesul primarului. Tot în timpul mandatului lui Vasile Deac sunt concepute și parțial demarate lucrările Templului Evreiesc și a Bisericii romano-catolice. Aceasta este lovită de două obuze în timpul Primului Război Mondial, urmele loviturilor fiind vizibile și astăzi în peretele estic.
Vatra Dornei este declarat oraș al Imperiului Austro-Ungar la 17 decembrie 1907. Primul Război Mondial aduce luptele pe creasta munților din jurul orașului Vatra Dornei transformându-l pe acesta și stațiunea într-o fortăreață armată a austro-ungarilor. Staționarea trupelor la Vatra Dornei durează aproape doi ani, timp în care sunt distruse și orașul și stațiunea, dar după unirea Bucovinei cu Regatul României se pune problema refacerii și administrării băilor. În anul 1919 se formează un consorțiu care ia în arendă stabilimentele balneare pe termen de un an. Acțiunea se repetă în anii 1920, 1921 și 1922, dar condițiile de arendare sunt nefavorabile administratorului (Fondului Bisericesc) pentru că oferă arendașilor venituri uriașe în timp ce câștigul proprietarului este derizoriu.
Ulterior, se stabilește printr-o licitație trecerea în administrarea aceluiași consorțiu a băilor pe termen de 20 de ani, dar câștigătorul licitației nu își îndeplinește obligațiile ci, dimpotrivă, inițiază câteva acțiuni pentru repudierea drepturilor Fondului Bisericesc. Litigiul se încheie prin intervenția ministrului agriculturii de atunci, prof. dr. Iancu Nistor, care determină Statul Român să permită Fondului Bisericesc exploatarea băilor în regie, oferindu-i trei milioane de lei avans pentru reabilitarea stabilimentelor și restaurarea daunelor aduse în timpul războiului.

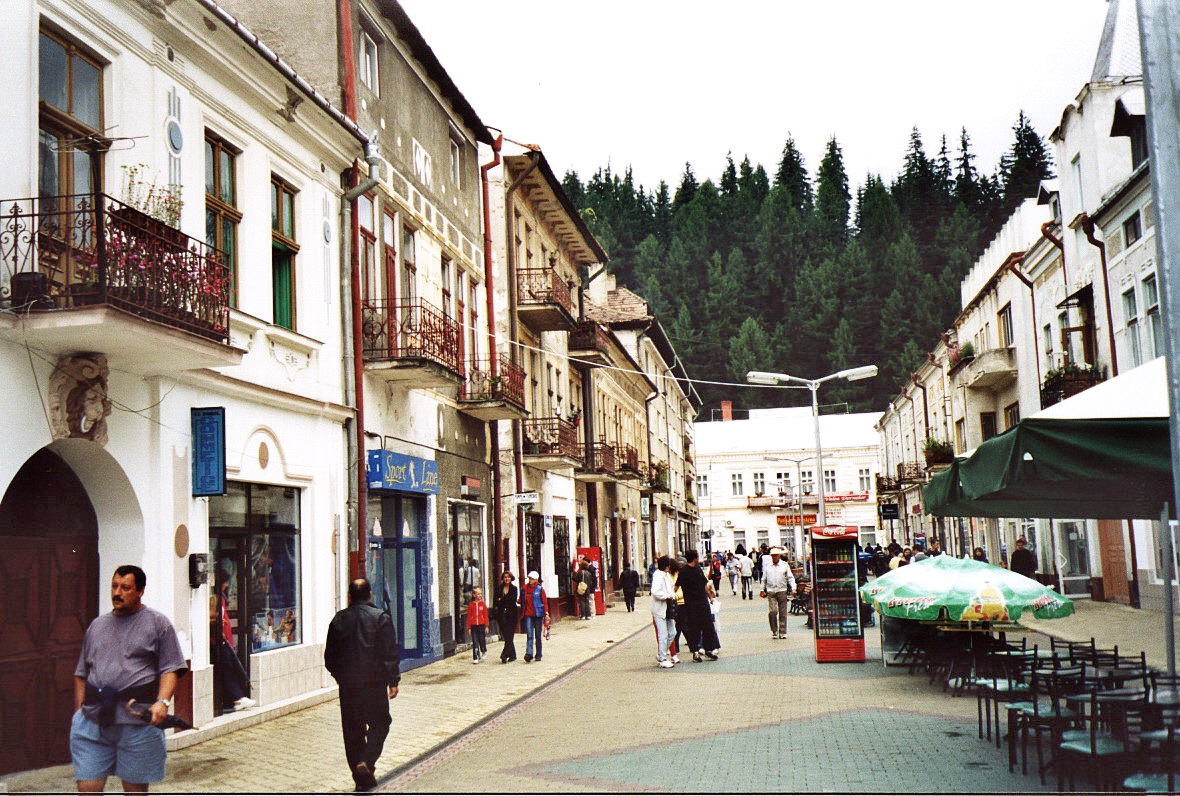
Zona veche comercială din Strada Luceafărul

Primarul Petru Forfotă îi prezenta Regelui Mihai I stabilimentele stațiunii balneare în următorii termeni: „Publicul ce a vizitat această stațiune în anii de după război a putut fi pe deplin satisfăcut în așteptările sale de ceea ce i se oferea. Bineînțeles că au existat și lipsuri în dezvoltarea stațiunii. Lipsește canalizarea, apeductul, asfaltarea sau pavarea străzilor orașului, etc. Aceste lucrări nu au putut fi executate până acum, din cauză că au lipsit fondurile necesare. Trebuie știut că administrația comunală a acestui oraș luptă cu mari greutăți financiare din cauză că veniturile curente nu curg în visteria comunală, după cum aproape toți vizitatorii care vin la Vatra Dornei cred. Veniturile directe aduse de stațiune aparțin Fondului Bisericesc care a fost și înainte de război și este și astăzi proprietarul stabilimentului de băi. Ori, Fondul Bisericesc nu a contribuit niciodată cu venituri realizate din stabilimentele balneare, cu nimic la lucrările edilitare ale orașului. În același timp nici taxele de cură încasate de către forțele comisiei balneare nu intră în visteria administrației comunale ci sunt folosite în alte scopuri. Administrația comunală a fost și este și azi obligată să acopere nevoile edilitare ale orașului și stațiunii balneare Vatra Dornei numai prin mijloace proprii. Cu toate greutățile acestea nedrepte și ingrate, administrația comunală pe care am cinstea să o conduc este în prezent pe punctul culminant al sforțărilor sale de a înființa apeductul și canalizarea. Îmi fac o prea placută datorie să arăt că numai grație înțelegerii pe care am găsit-o la membrii guvernului în frunte cu primul ministru și ministrul de interne Gheorghe Tătărascu și ministrul agriculturii prof. dr. Iancu Nistor, am primit cel mai larg concurs ca în următorii trei ani apeductul și canalizarea să fie realizate.” În acest fel orașul Vatra Dornei și stațiunea balneară intră în perioada lor de emancipare edilitară modernă.
În timpul celui de-al Doilea Război Mondial și în special în a doua sa parte, anii 1943-1944, stațiunea balneară Vatra Dornei suferă nenumărate distrugeri. Orânduirea instalată după 1945 a preia băile prin actul naționalizării de la 11 iunie 1948 și începe o vastă campanie de refacere și modernizare a tuturor obiectivelor care constituiau averea stațiunii. Imediat după 1950, stațiunea balneară Vatra Dornei intră în exploatare la întreaga capacitate și până în 1989 continuă să se dezvolte în toate planurile: medical, de agrement, de odihnă, etc. În anul 2000, orașul este ridicat la rangul de municipiu.

## Cultură
Centrul de desfășurare a majorității activităților culturale din municipiul Vatra Dornei este Casa de Cultură „Platon Pardău”. Aici au loc expoziții, spectacole de teatru, spectacole folclorice, vernisaje și alte manifestări artistice locale. În interiorul clădirii există, începând din anul 2002, sala multifuncțională „Salonul Alb”, în care au loc simpozioane, dezbateri, ședințe, microconcerte, expoziții de pictură, grafică, sculptură, ceramică și artă fotografică. Casa de cultură este situată în centrul orașului, pe Strada Gării nr. 2, și poartă numele poetului și scriitorului Platon Pardău, originar din Vatra Dornei.

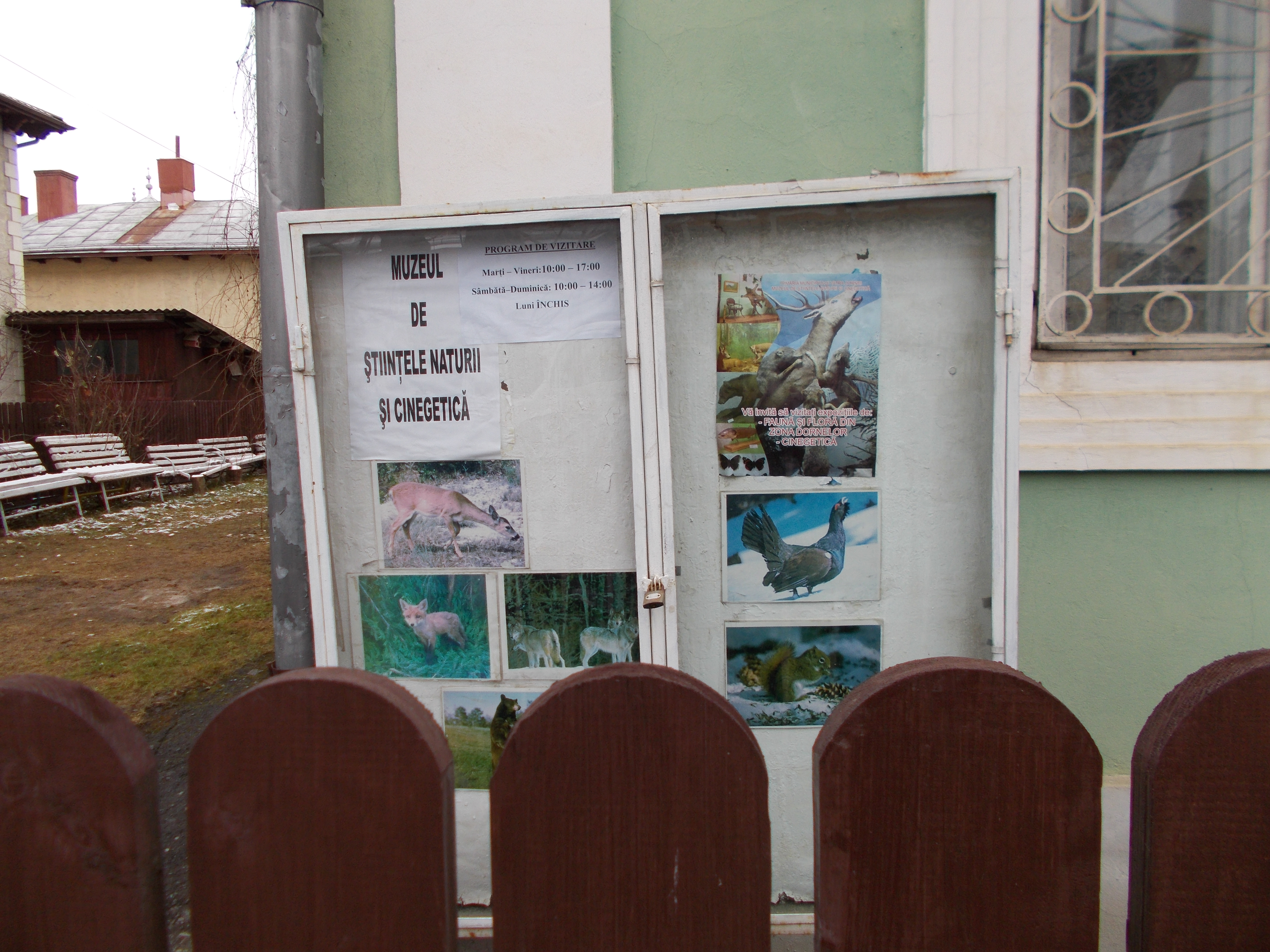
Muzeul Cinegetic din Vatra Dornei

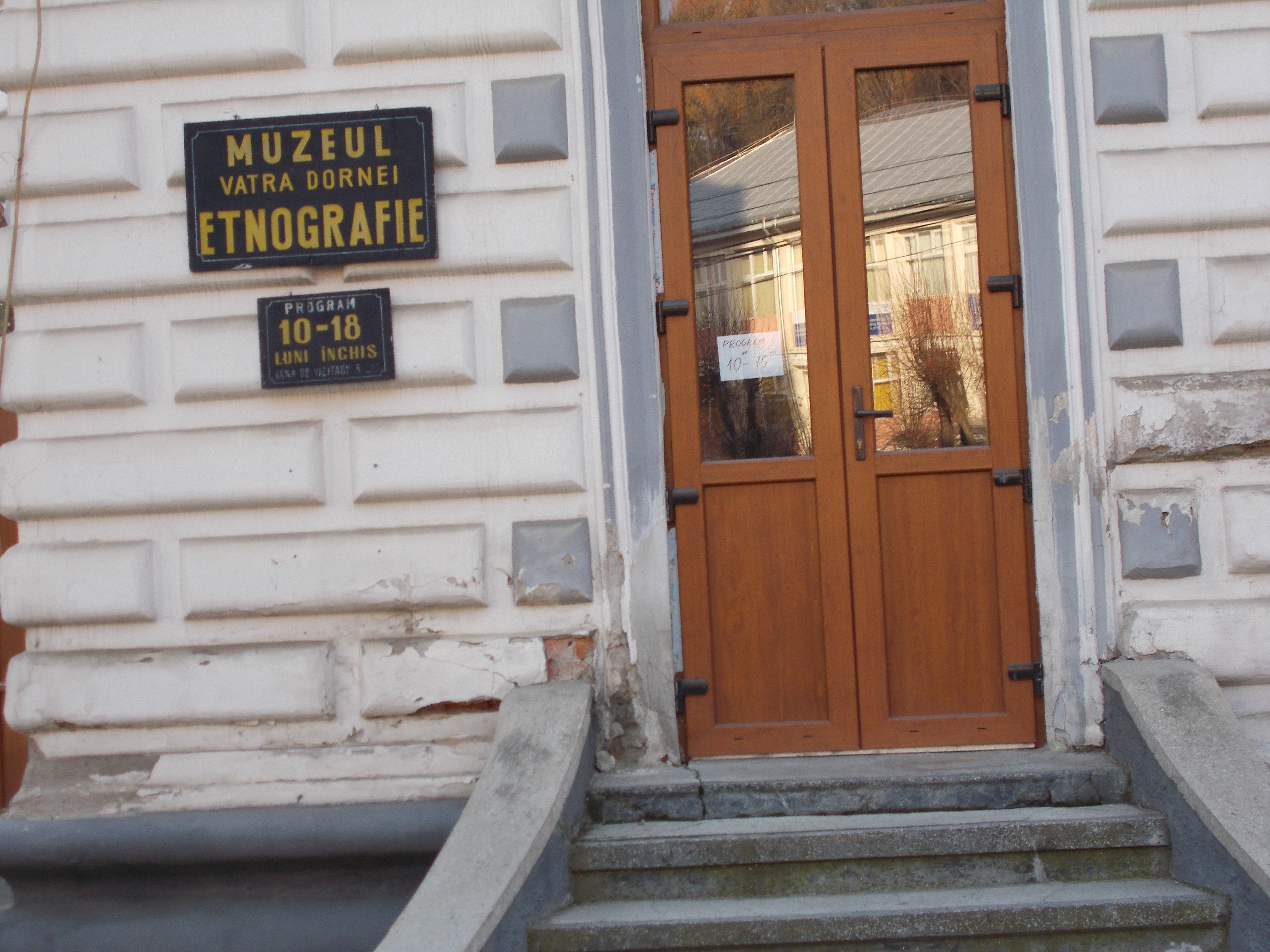
Muzeul de Etnografie din Vatra Dornei

### Muzee
Muzeul de Științele Naturii și Cinegetică din Vatra Dornei, localizat pe Strada Unirii nr. 3, a fost înființat în anul 1952, fiind deschis oficial abia în 1957. Este constituit din două secții: Secția de Faună și Floră din zona Dornelor și Secția de Cinegetică din județul Suceava. Exponatele de faună și floră sunt prezentate redând aspecte din mediul lor natural, ceea ce dă un plus de atractivitate pentru publicul vizitator. Sunt abordate probleme de ocrotire a naturii, de taxonomie, filogenie și ecologie. Parterul muzeului prezintă colecția cinegetică. Animalele vertebrate sunt prezentate în ordine evolutivă: pești, amfibieni, reptile, păsări și mamifere. De asemenea, muzeul include un interior vânătoresc (realizat cu obiecte din coarne căzute, blănuri, fazani și capete de căprior naturalizate) și Sala Trofeelor (unde sunt expuse trofee de blană, trofee de coarne și trofee de colți de mistreț, adunate din această regiune).
Muzeul de Etnografie din Vatra Dornei, situat pe Strada Mihai Eminescu nr. 17, în clădirea primăriei, a fost înființat în anul 1987 și oferă o imagine de ansamblu a creației populare din zona montană a Bucovinei. Expoziția reprezintă cursiv domeniile principale ale artei populare, structurate sub forma zonelor etnografice montane. Sunt ilustrate preocupările de vârf ale locuitorilor de pe aceste meleaguri, prin prezentarea fenomenului artistic popular. De asemenea, sunt reprezentate două dintre ocupațiile specifice zonei Dornelor: creșterea animalelor și plutăritul. În incinta muzeului au fost reconstituite două interioare tradiționale din zonă, care prezintă vizitatorilor armonia și farmecul organizării interiorului unei case țărănești. În colecție se găsesc exemplare ale portului popular bucovinean, unelte meșteșugărești și ceramică din zona Bucovinei.

### Festivaluri
La Vatra Dornei se desfășoară periodic Festivalul „Porniți Plugul Feți Frumoși” (festival de datini și obiceiuri de iarnă organizat anual în perioada dinaintea Anului Nou) și „Serbările Zăpezii” (o serie de concerte și concursuri sportive de iarnă, organizate anual sub acest nume, la baza pârtiei „Parc”).

## Turism

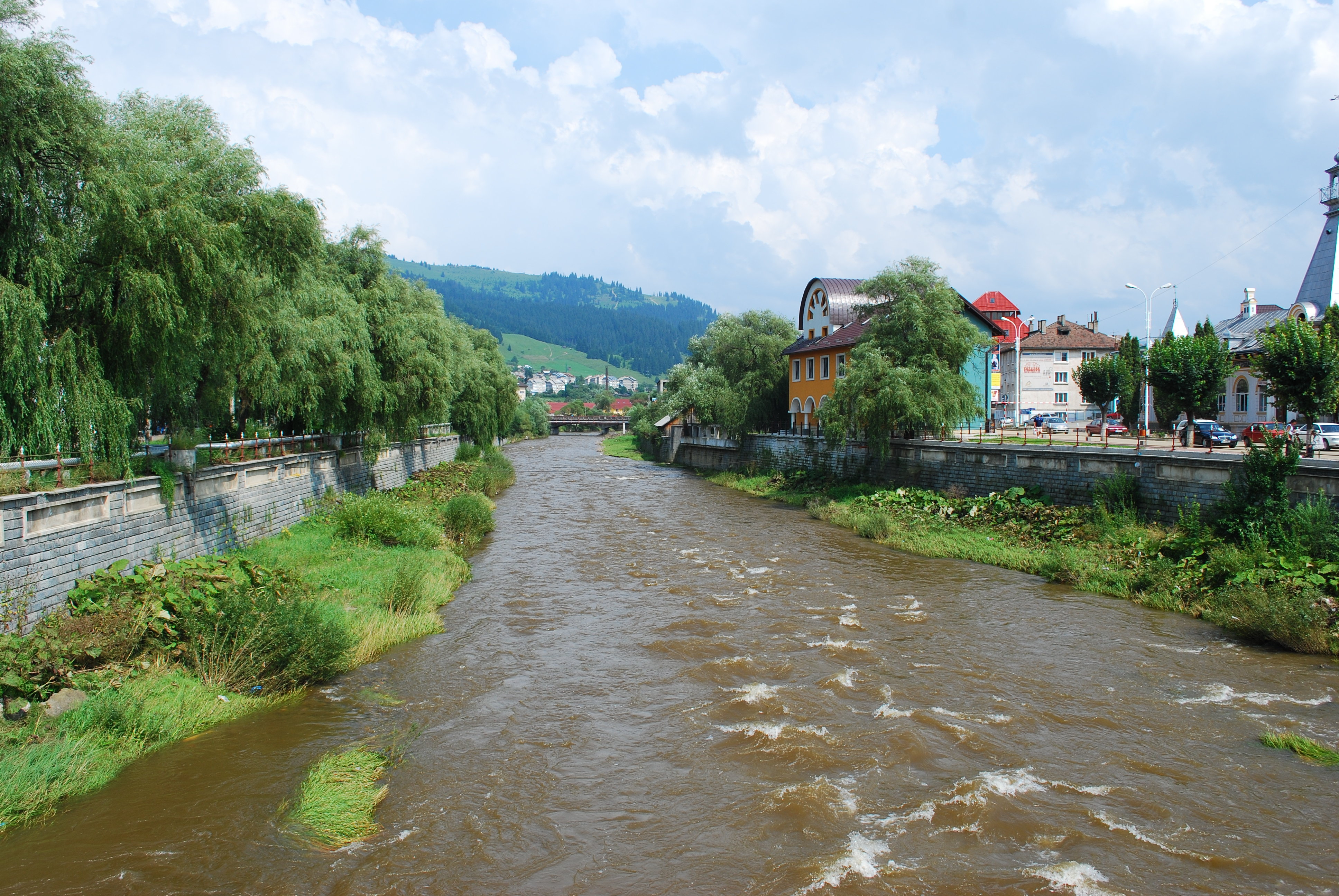
Râul Dorna în Vatra Dornei

Situată în nordul României, în depresiunea intramontană a Dornelor din Carpații Orientali, Vatra Dornei este o localitate turistică foarte căutată datorită apelor termale, peisajului, climei și facilităților de practicare a schiului. Orașul-stațiune este înconjurat de munți împăduriți: Munții Giumalău, Munții Bistriței, Munții Călimani, Munții Rodnei, Obcina Mestecăniș. Se practică alpinismul și sporturile de iarnă, iar localitatea este în același timp și o importantă stațiune balneară.
Parcul natural din centrul stațiunii, renumit pentru veverițele sale, precum și cazinoul amintesc de faimoasele stațiuni balneare din vestul Europei. În oraș, între cele mai interesante atracții turistice se numără și cele două muzee deschise publicului vizitator: Muzeul de Științele Naturii și Cinegetică, respectiv Muzeul Etnografic găzduit în clădirea primăriei.
Cei care doresc să exploreze împrejurimile au la dispoziție telescaunul care acoperă distanța dintre oraș și Dealul Negru, sau pot pleca în excursii la Poiana Negrii și Poiana Stampei, renumite pentru izvoarele lor minerale.

### Pârtii de schi

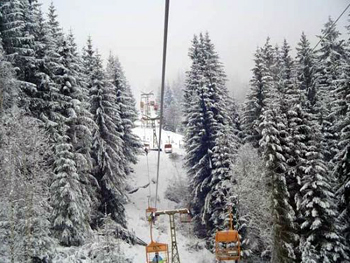
Pârtia de schi „Dealu Negru”

În perioada sezonului rece, turiștilor le stau la dispoziție cinci pârtii dedicate practicării sporturilor de iarnă, dintre care una dedicată schiului fond.
Pârtia de schi „Dealu Negru” (denumită uneori și pârtia de schi „Telescaun”) are o lungime de 3.200 de metri, fiind clasată pe locul al doilea în România din punct de vedere al lungimii. Pârtia are o diferență de nivel de 400 de metri și un grad de dificultate mediu, fiind destinată mai degrabă schiorilor amatori decât celor profesioniști, având și pante mai abrupte, dar care nu provoacă probleme practicanților acestui sport. Pârtia beneficiază de o instalație de transport cu telescaunul cu o capacitate de 120 de scaune cu câte două locuri. Lungimea traseului telescaunului este de 3.000 de metri. Baza de plecare se află pe Strada Negrești, iar cea de terminare la cea mai înaltă cotă a dealului (1.300 metri). Urcarea se realizează spre partea superioară a versantului nordic al Dealului Negru. Durata de urcare cu telescaunul este de aproximativ 20-25 de minute, timp în care iubitorii de munte pot admira peisajele pitorești ale câtorva masive muntoase ce înconjoară depresiunea. Transportul cu telescaunul este disponibil în toate anotimpurile, dar cel mai solicitat este vara și iarna. Pârtia „Dealu Negru” beneficiază și de instalație de zăpadă artificială cu bandă transportoare.
Pârtia de schi „Parc” are o lungime de 900 de metri, cu o înclinare medie de 28,5° și o diferență de nivel de circa 150 de metri. Este situată în centrul stațiunii Vatra Dornei, în vecinătatea Parcului Central, și este una din cele mai vizitate pârtii din nordul țării. La bază se află o pistă de snowtubing și școala de schi „Euroski”. Pârtia are o dificultate medie, este dotată cu tunuri de zăpadă, beneficiază de iluminare nocturnă și de transport cu telescaunul asigurat de Teleschiul Parc. Acesta include și un baby-schi pentru copii, iar lungimea traseului este de 230 de metri. Baza de plecare se află pe Strada Parcului.
În continuarea pârtiei de schi „Parc” se află pârtia „Poienița” (numită și „Parc 2”), cu o lungime de 550 de metri și o diferență de nivel de 50 de metri. Pârtia beneficiază de o lărgime optimă pentru începători și copii, având un grad de dificultate redus.
Pârtia de schi „Veverița” este situată în vecinătatea pârtiei „Parc”, accesul făcându-se atât de pe Strada Parcului, cât și de pe pârtia „Parc 2”. Pârtia a fost inaugurată la data de 6 martie 2011. Are o lungime de 780 de metri și o diferență de nivel de 200 de metri. Gradul de dificultate este mediu. Beneficiază de iluminat nocturn, instalație de producere zăpadă artificială și instalație de transport pe cablu (un teleschi bipost).
În afară de cele patru pârtii de schi alpin, mai există pârtia „Dealu Runc”, dedicată practicării de schi fond și situată în continuarea părții superioare a pârtiei „Veverița”. Are o lungime de 5.000 de metri și un grad de dificultate scăzut, fiind recomandată pentru începători. Nu beneficiază de iluminare nocturnă, zăpadă artificială sau transport pe cablu.

## Personalități născute aici
- Vasile Deac (1824 - 1909), primar al orașului în perioada 1875-1902;
- Omelian Popowicz (1856 - 1930), jurnalist, politician;
- Aurel Procopianu-Procopovici (1862 - 1918), botanist;
- Vasile Lițu (? - 1922), politician;
- Gheorghe Boncheș (1864 - 1929), politician;
- Ana Toma (1912 - 1991), activistă comunistă;
- Platon Pardău (1934 - 2002), scriitor;
- Radu Rey (n. 1940), medic veterinar, cercetător;
- Cornelia Maria Savu (n. 1954), poetă;
- Petru Tărniceru (n. 1959), politician;
- Dumitru Pardău (n. 1962), politician;
- Radu Cașuba (n. 1962), fotbalist;
- George Lazăr (n. 1963), scriitor;
- Gabriela Haja (n. 1965), sănieră;
- Toni Ionel Sedecaru (n. 1967), fotbalist;
- Mihăiță Szekely (n. 1972), fotbalist;
- Cătălin Nechifor (n. 1974), politician;
- Cristi Danileț (n. 1975), judecător;
- Emilia Șercan (n. 1977), jurnalistă de investigații;
- Bogdan Macovei (n. 1983), sănier;
- Gabriela Haja (n. 1999), canotor.

## Obiective istorice și turistice
- Biserica Nașterea Maicii Domnului – construită în 1905 ca biserică luterană, este folosită din 1947 ca biserică ortodoxă.
- Biserica romano-catolică Schimbarea la Față a lui Isus – construită în 1905 pe locul unei biserici mai vechi.
- Biserica Sfântul Ilie – construită în 1908 ca biserică greco-catolică ruteană, este folosită în prezent ca biserică ortodoxă.
- Cazinoul din Vatra Dornei – clădire monument istoric (cod de clasificare SV-II-m-A-05670), construită în 1898.
- Izvorul Sentinela – clădire monument istoric (cod de clasificare SV-II-m-A-05658), construită în 1896.
- Izvorul Unirea, azi Restaurantul Maestro – clădire monument istoric (cod de clasificare SV-II-m-B-05669), construită în 1896.
- Clădirea băilor – clădire monument istoric (cod de clasificare SV-II-m-B-05668 ), construită în 1898.
- Casa Vladimir, azi Întreprinderea Minieră Vatra Dornei – clădire monument istoric (cod de clasificare SV-II-m-B-05661), construită la sfârșitul secolului al XIX-lea.
- Casa de lemn „Aurora Negrea” – clădire monument istoric (cod de clasificare SV-II-m-B-05657), construită în prima jumătate a secolului al XIX-lea.
- Hotelul Carol, fosta Vilă nr. 1 – clădire monument istoric (cod de clasificare SV-II-m-B-05671), construită în 1896.
- Hotelul din Strada Mihai Eminescu nr. 15 – clădire monument istoric (cod de clasificare SV-II-m-B-05665), construită în 1896.
- Primăria – clădire monument istoric (cod de clasificare SV-II-m-B-05662), construită în 1897. Include Muzeul de Etnografie, înființat în 1987.
- Biblioteca orășenească – clădire monument istoric (cod de clasificare SV-II-m-B-05666), construită în 1901.
- Gara Vatra Dornei – clădire monument istoric (cod de clasificare SV-II-m-B-05660), construită în 1902.
- Gara Vatra Dornei Băi – clădire monument istoric (cod de clasificare SV-II-m-B-05659), construită în 1910.
- Poșta – clădire monument istoric (cod de clasificare SV-II-m-B-05663), construită în 1929.
- Casa de Cultură „Platon Pardău” – clădire cu valoare arhitecturală.
- Muzeul de Științele Naturii și Cinegetică – înființat în 1952 și deschis oficial în 1957.
- Sinagoga din Strada Luceafărul – construită la începutul secolului al XX-lea.
- Templul Mare din Vatra Dornei – construit în perioada 1898-1902.
- Grupul statuar din parcul stațiunii balneare – busturile lui Mihai Eminescu, Ion Luca Caragiale, Mihail Sadoveanu, George Enescu, Ciprian Porumbescu, Mihail Kogălniceanu, Costache Negri, Alecu Russo și Ion Luca, monumente istorice (cod de clasificare SV-IV-m-B-05717), realizate în perioada 1964-2000.
- Zona veche comercială a orașului (Strada Mihai Eminescu nr. 28-34 și 23-31) – ansamblu de clădiri monument istoric (cod de clasificare SV-II-s-B-05664), construit în secolul al XIX-lea.
- Zona veche comercială a orașului (Strada Luceafărul nr. 1-13 și 4-14) – ansamblu de clădiri monument istoric (cod de clasificare SV-II-s-B-05667), construit în secolul al XVIII-lea.
- Schitul de călugări Sfântul Nectarie – lăcaș de cult ortodox situat pe Vârful Bârnărel, la aproximativ 1,5-2 ore de mers pe jos din stațiune.
- Mânăstirea Sfântul Dimitrie – lăcaș de cult ortodox situat pe Strada Chilia nr. 11B.

## Imagini

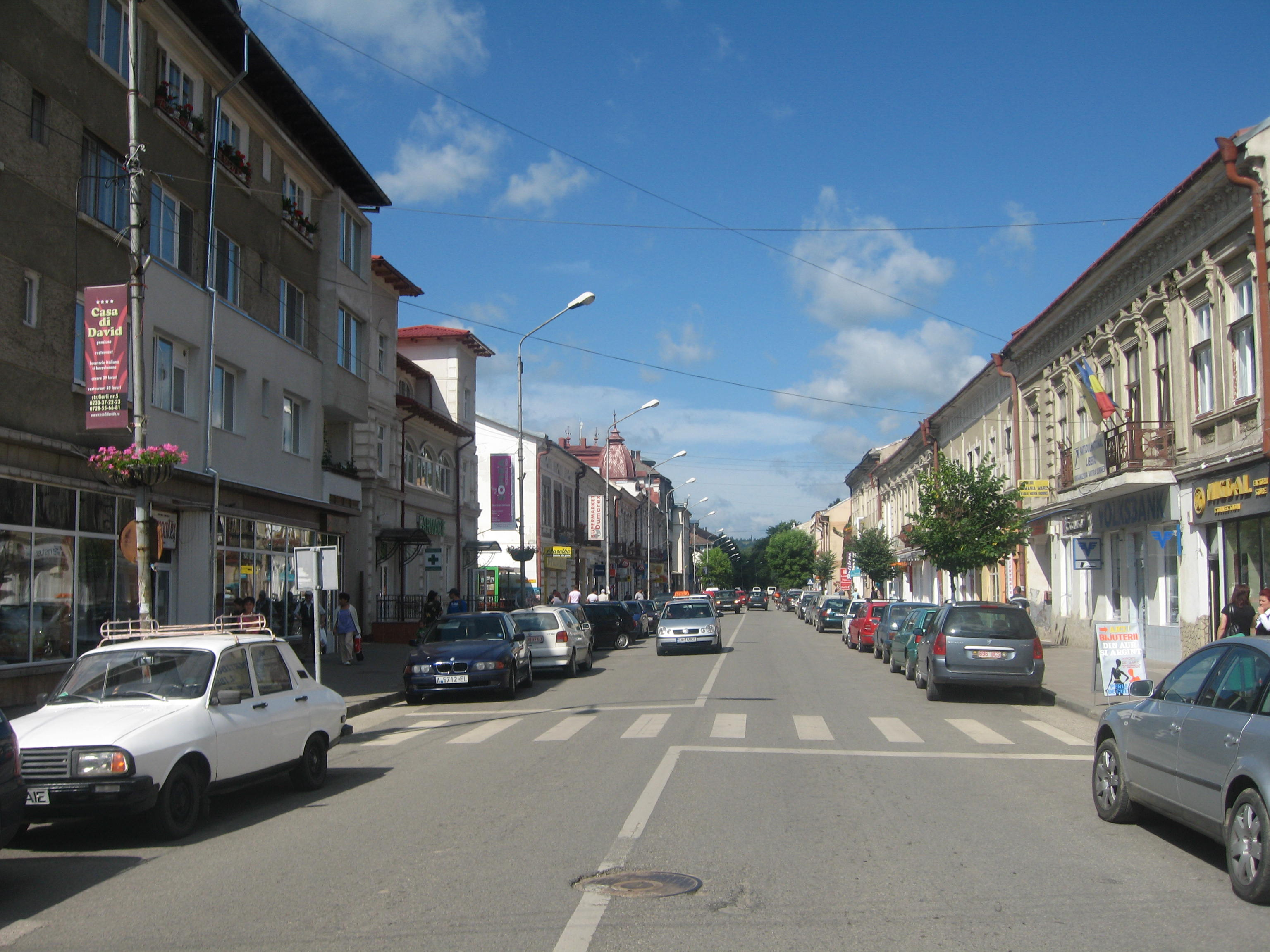
Strada Mihai Eminescu
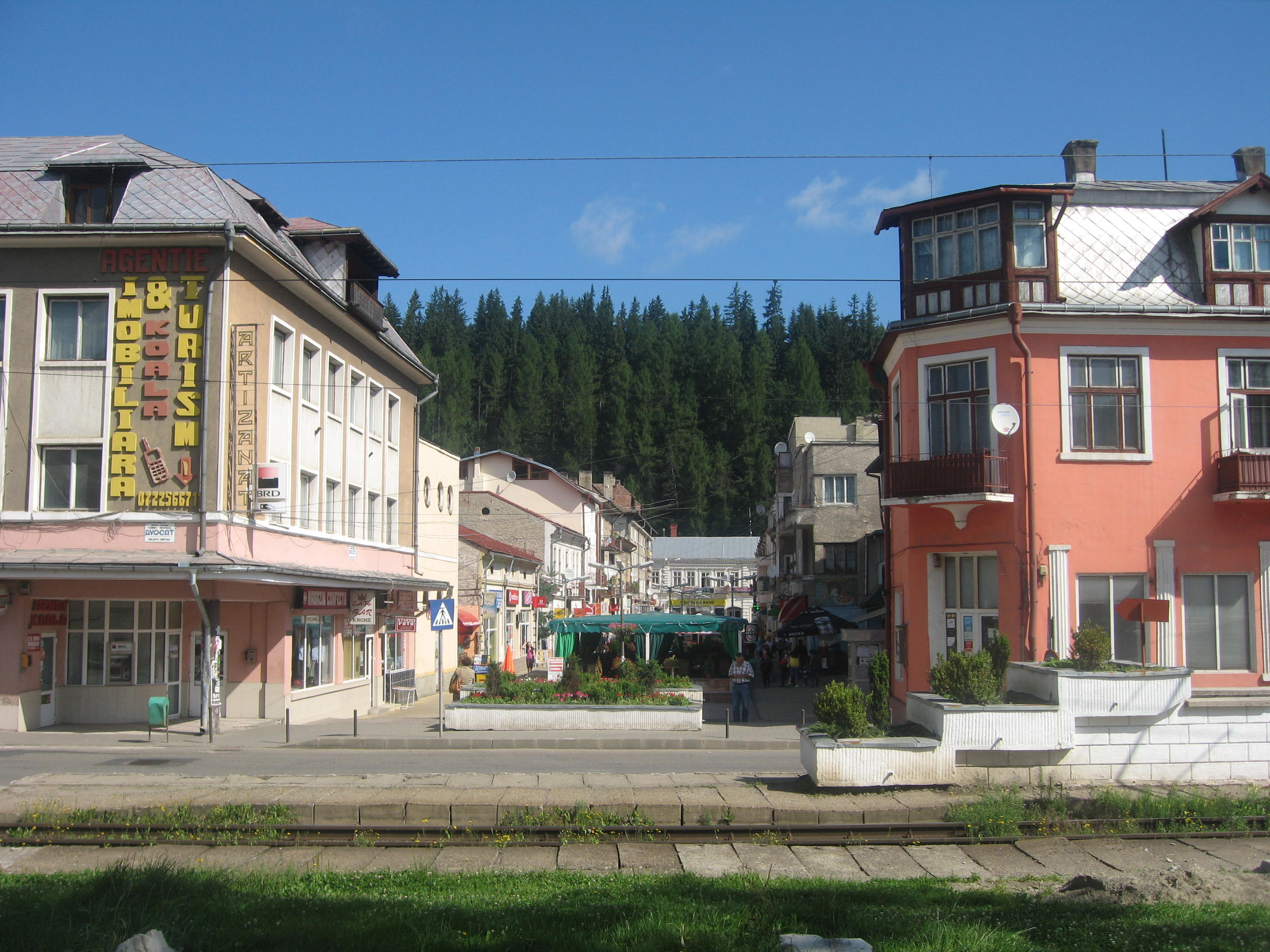
Strada Luceafărul
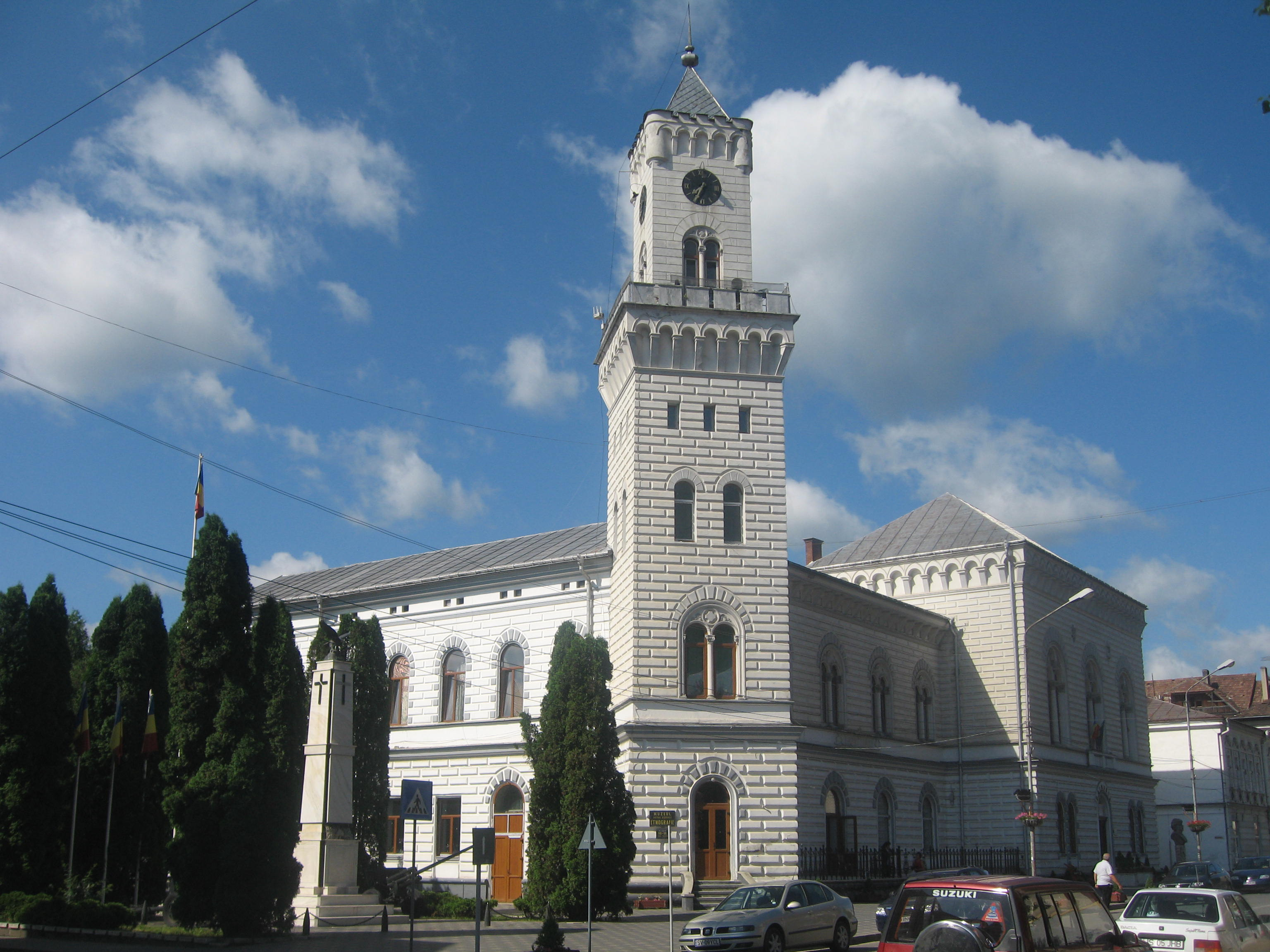
Primăria
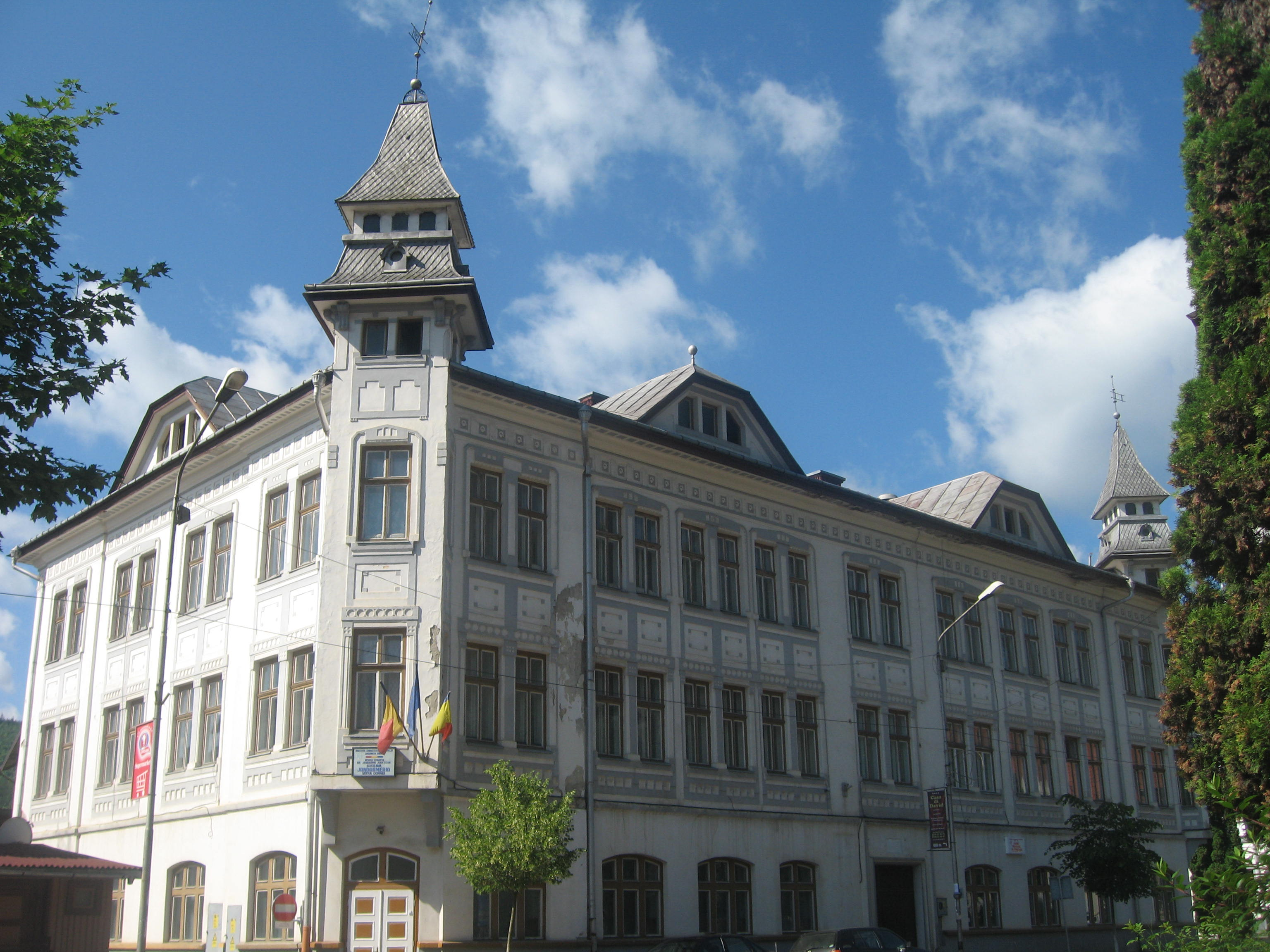
Judecătoria
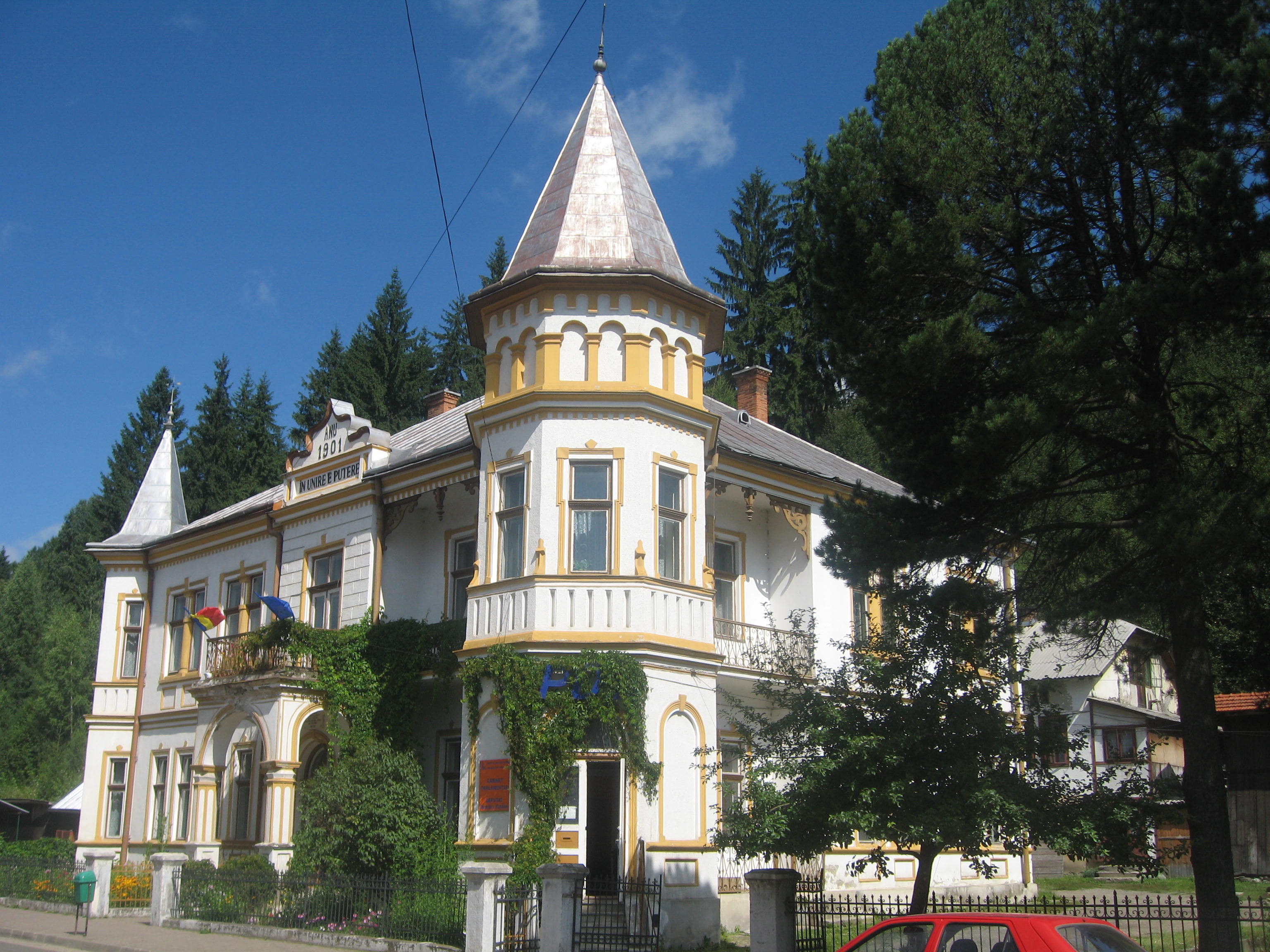
Biblioteca orășenească
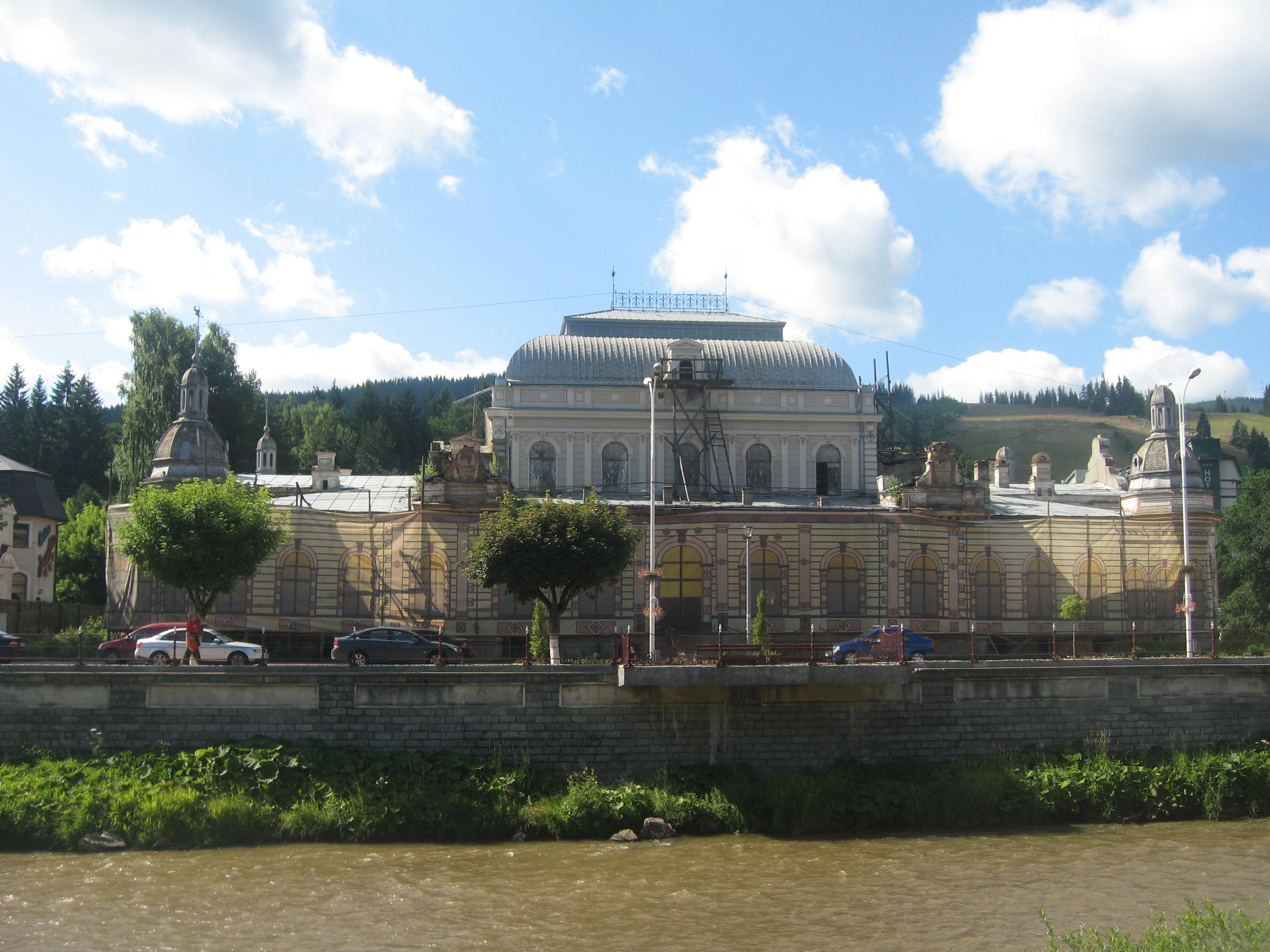
Cazinoul
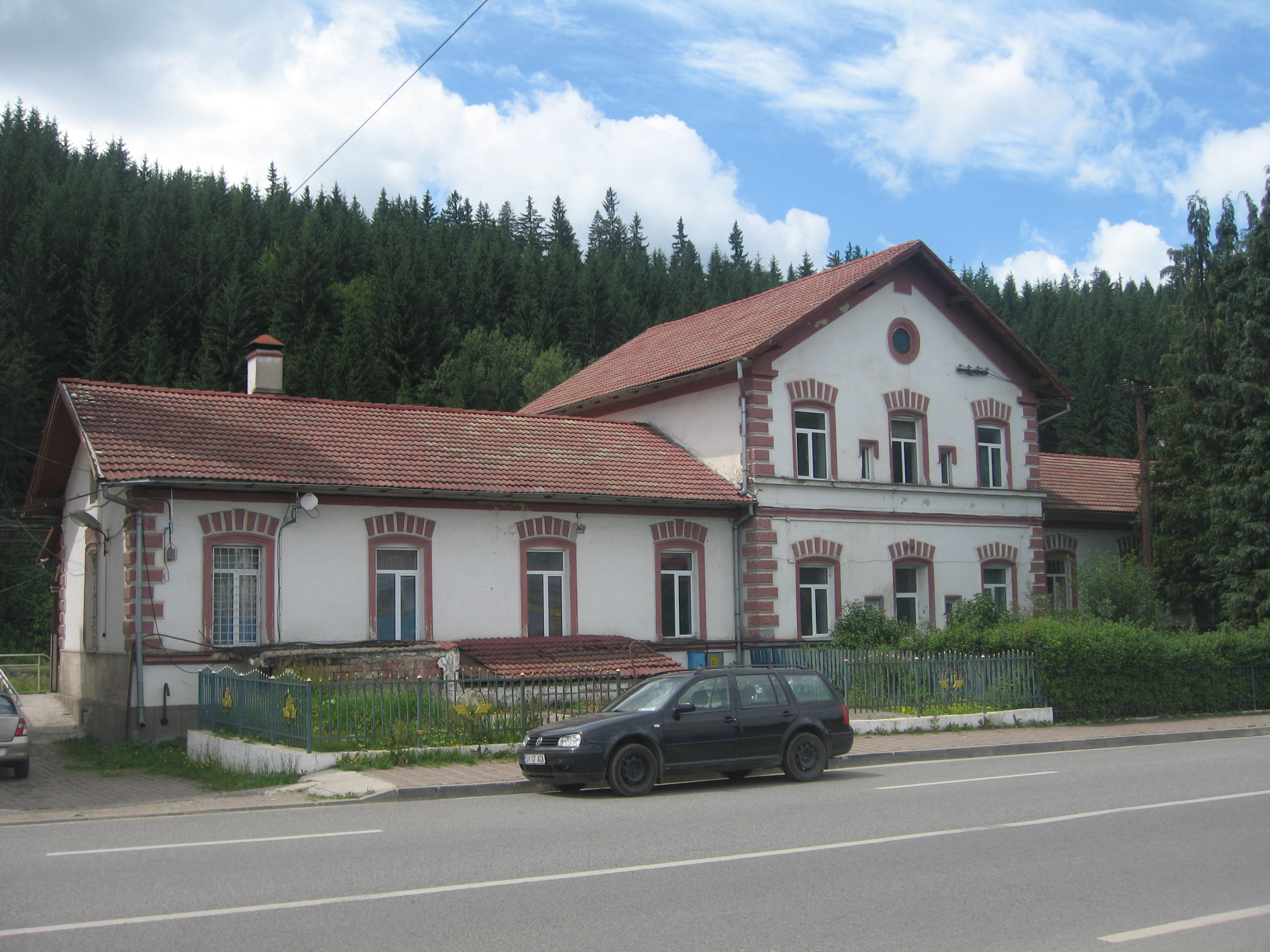
Gara Vatra Dornei
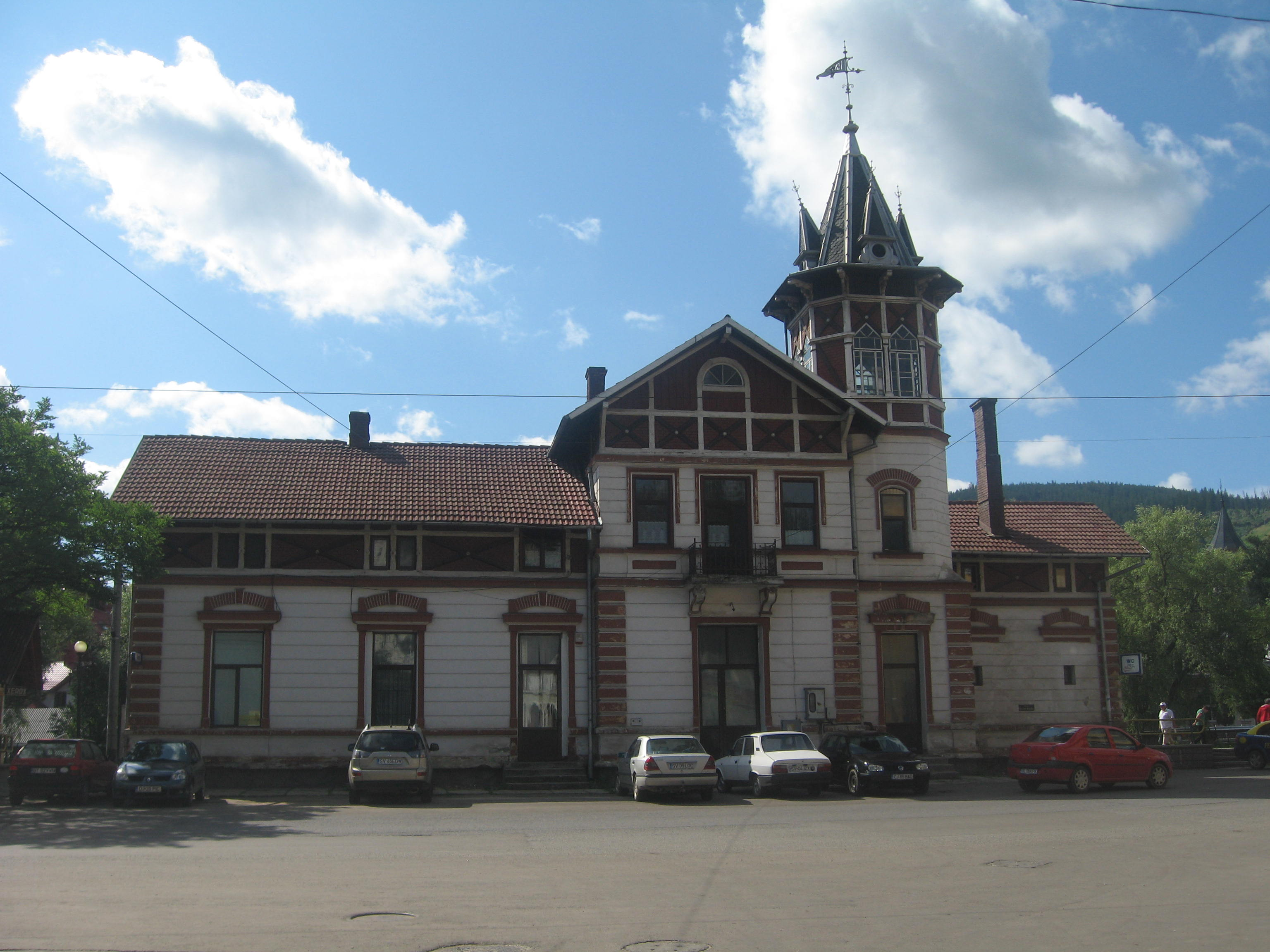
Gara Vatra Dornei-Băi
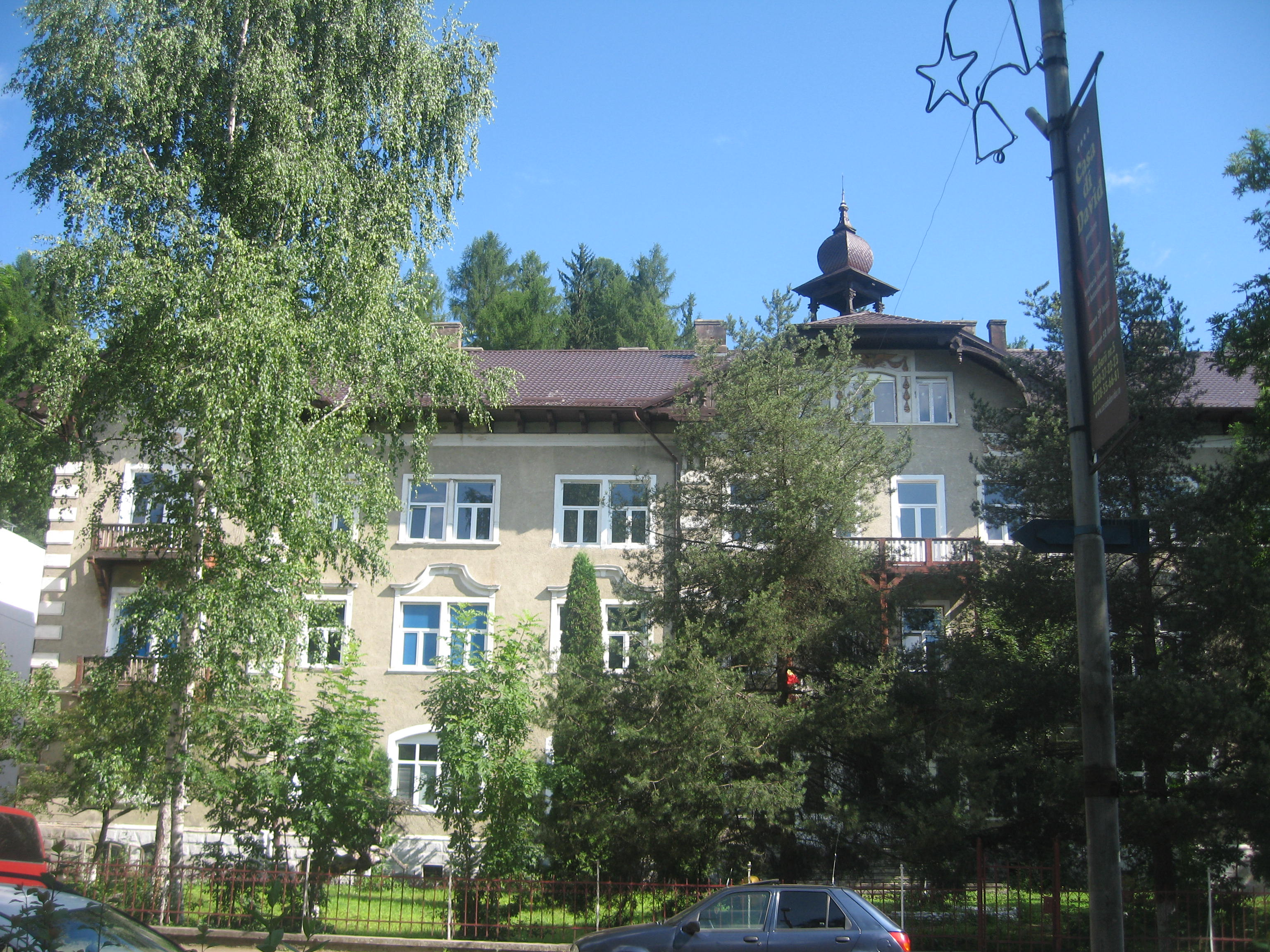
Spitalul
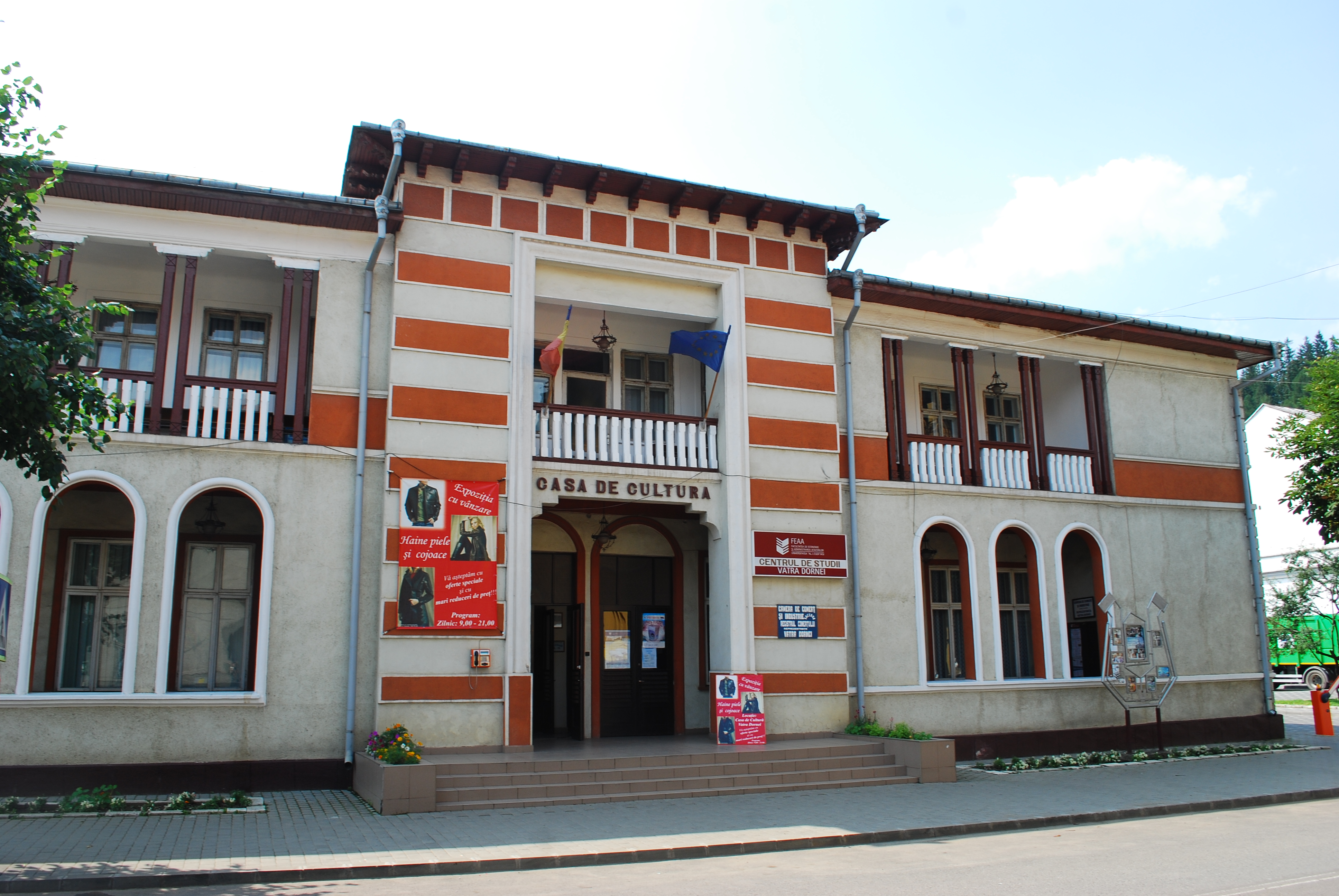
Casa de Cultură „Platon Pardău”
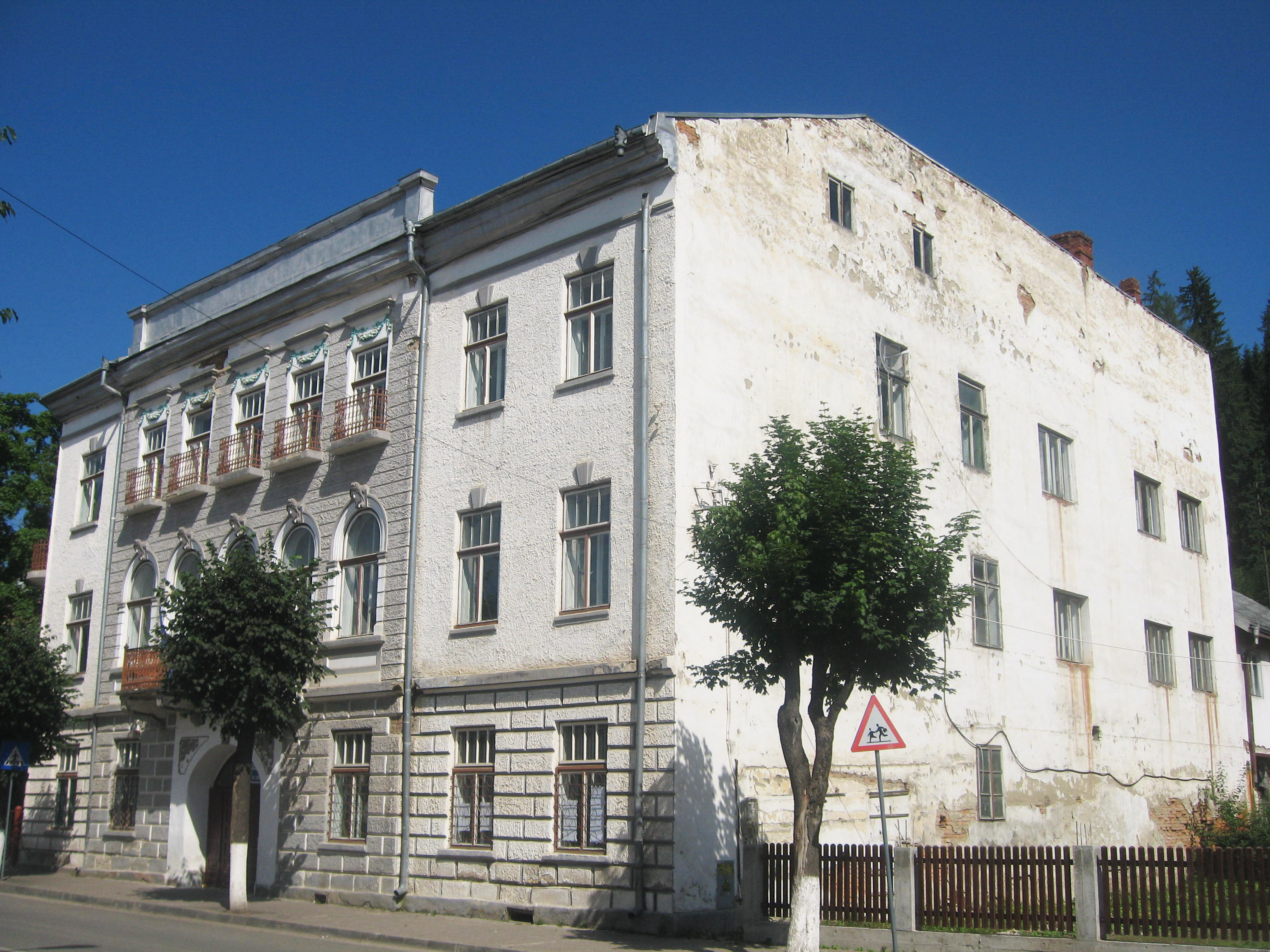
Școala Generală nr. 4
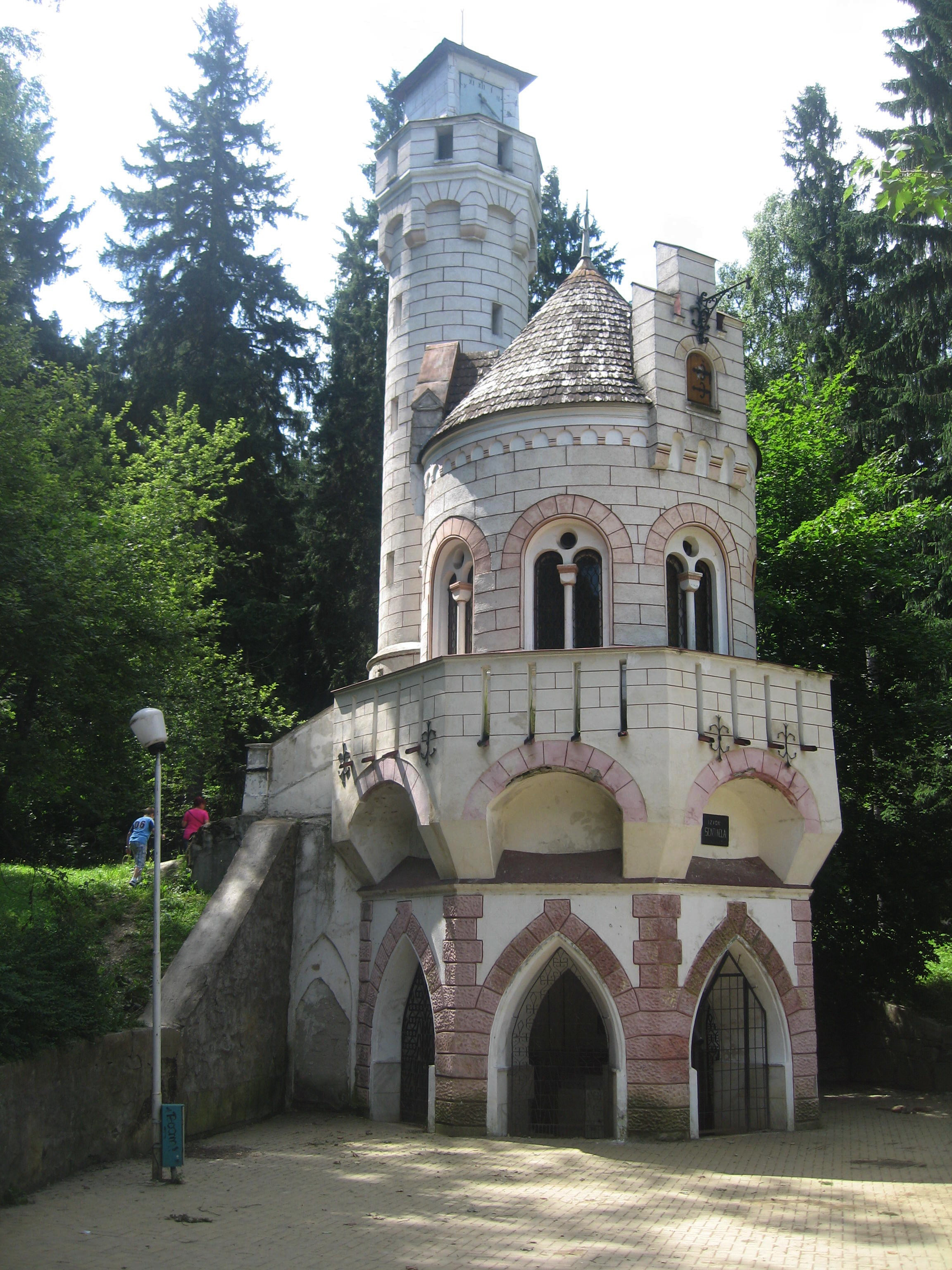
Izvorul Sentinela
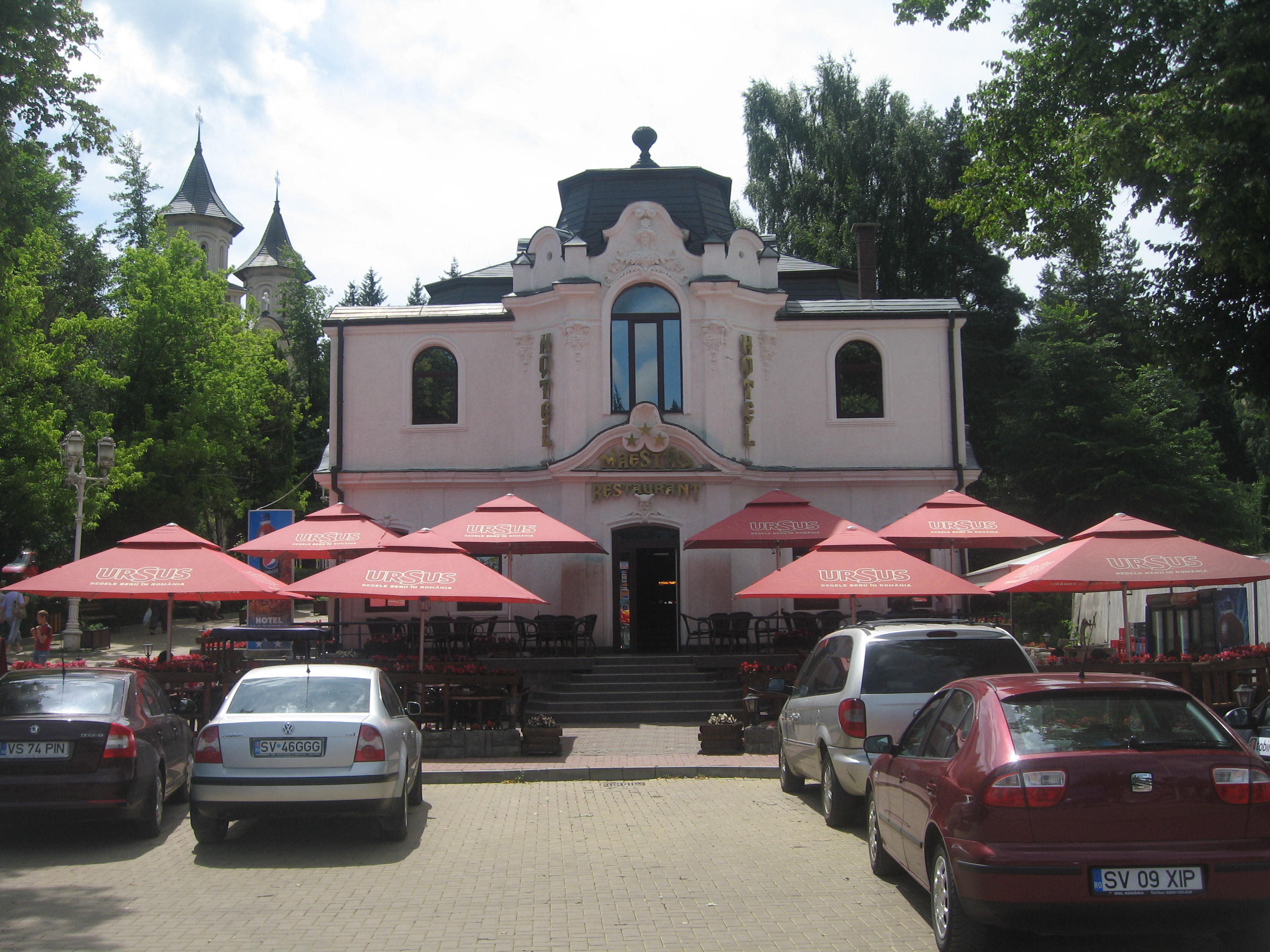
Izvorul Unirea (azi, Restaurantul "Maestro")
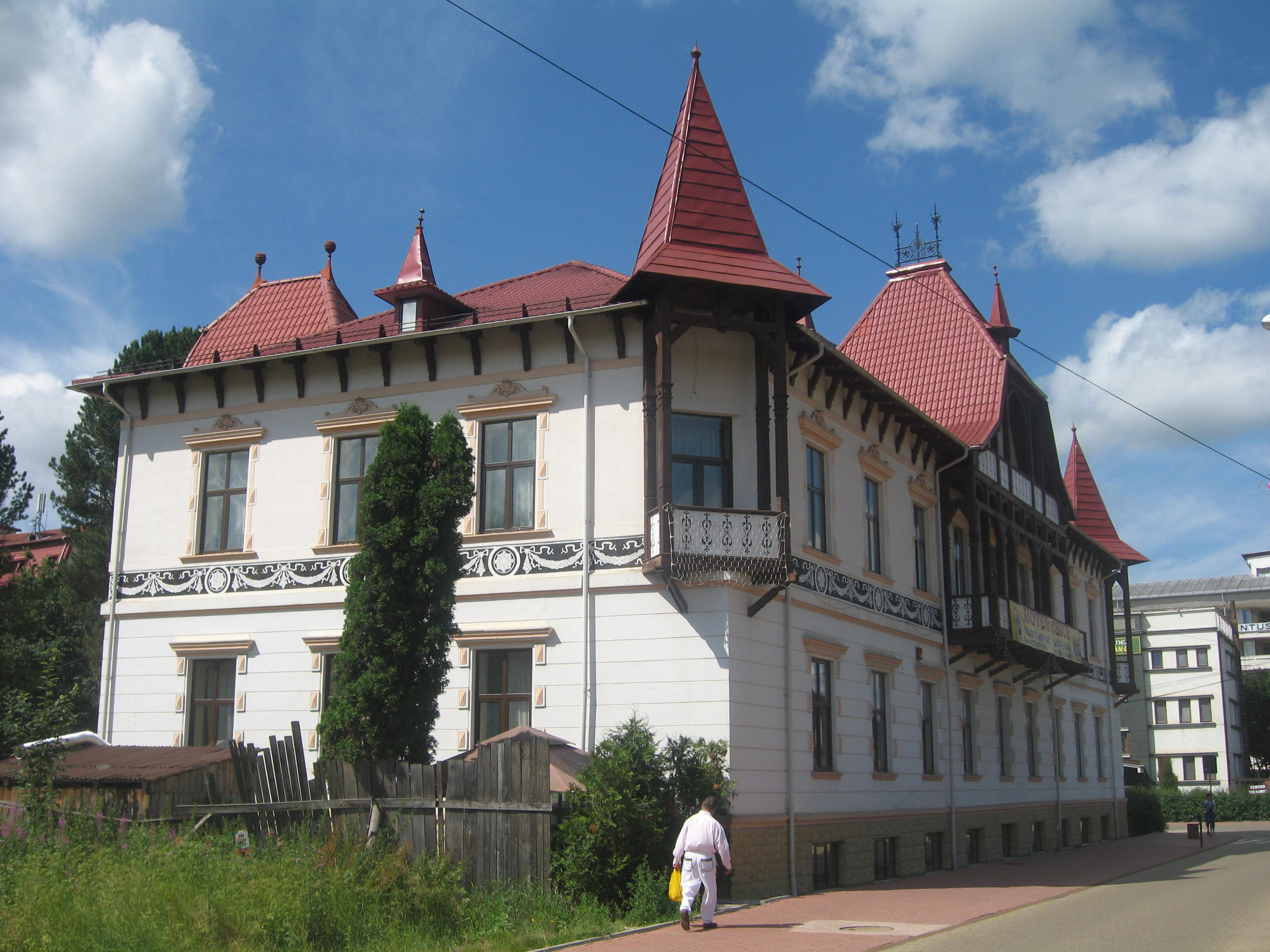
Vila nr. 1 (azi, Hotelul "Carol")
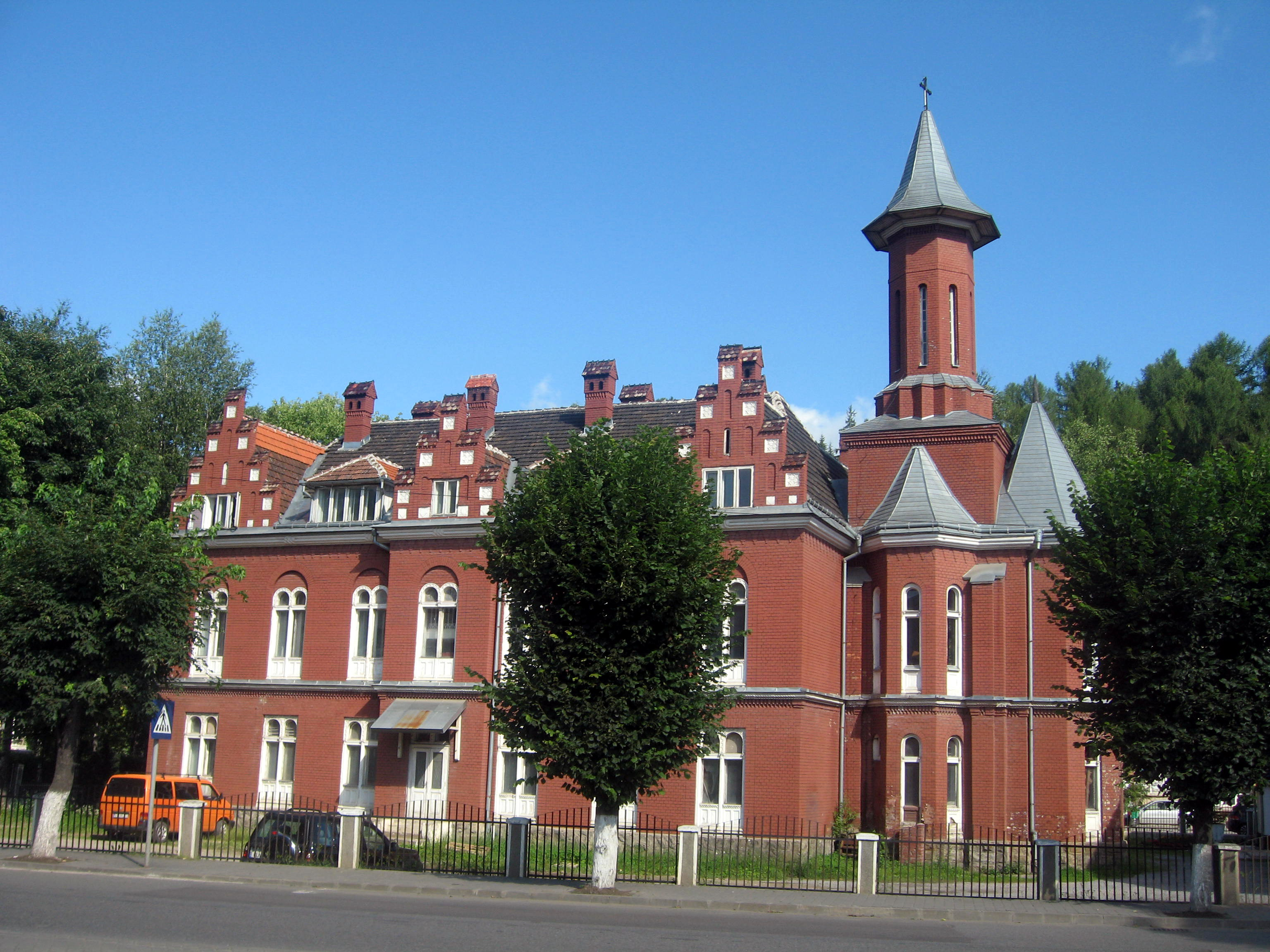
Casa "Vladimir" (azi, sediul "Minbucovina")
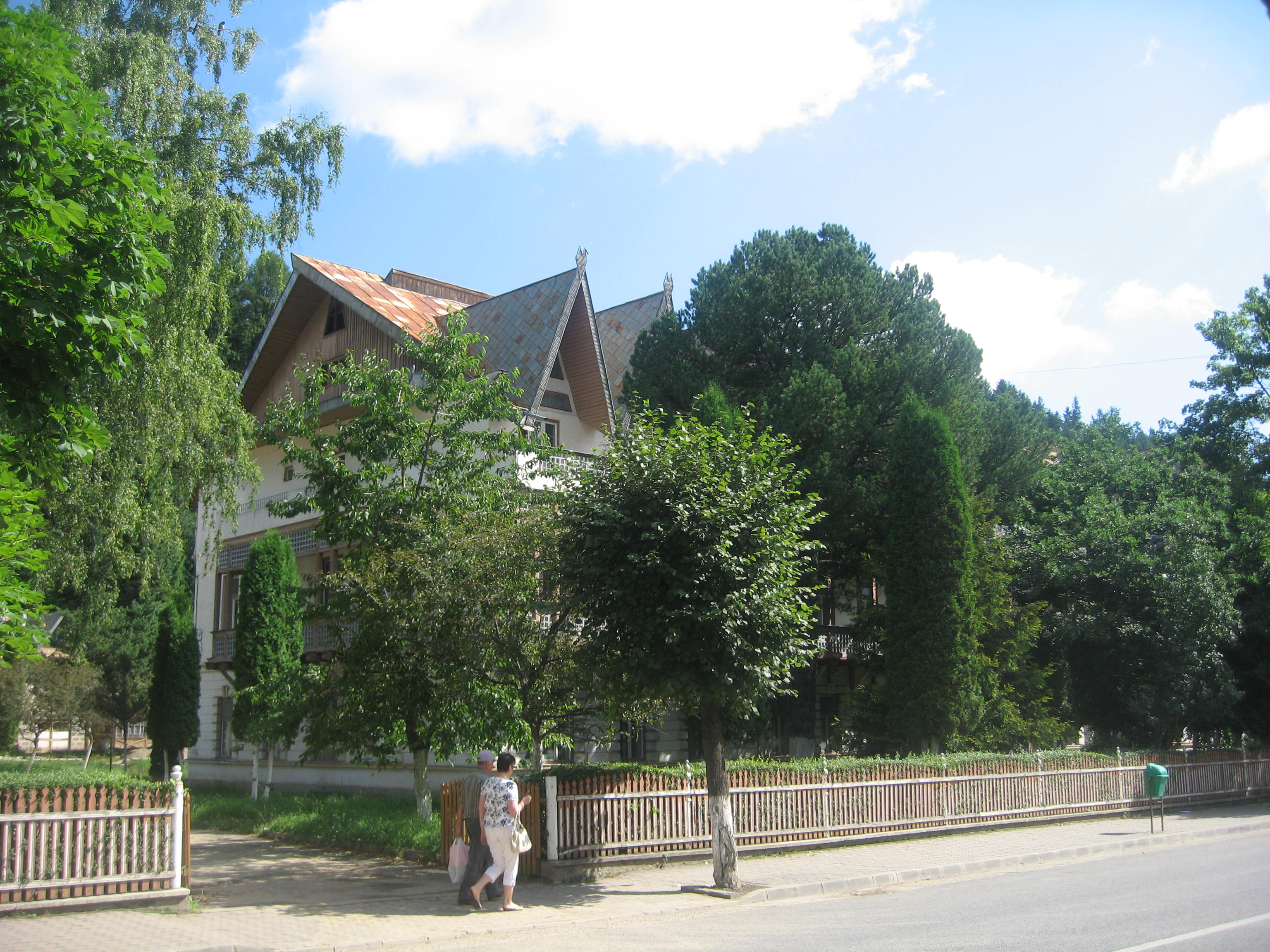
Vila "Cembra"
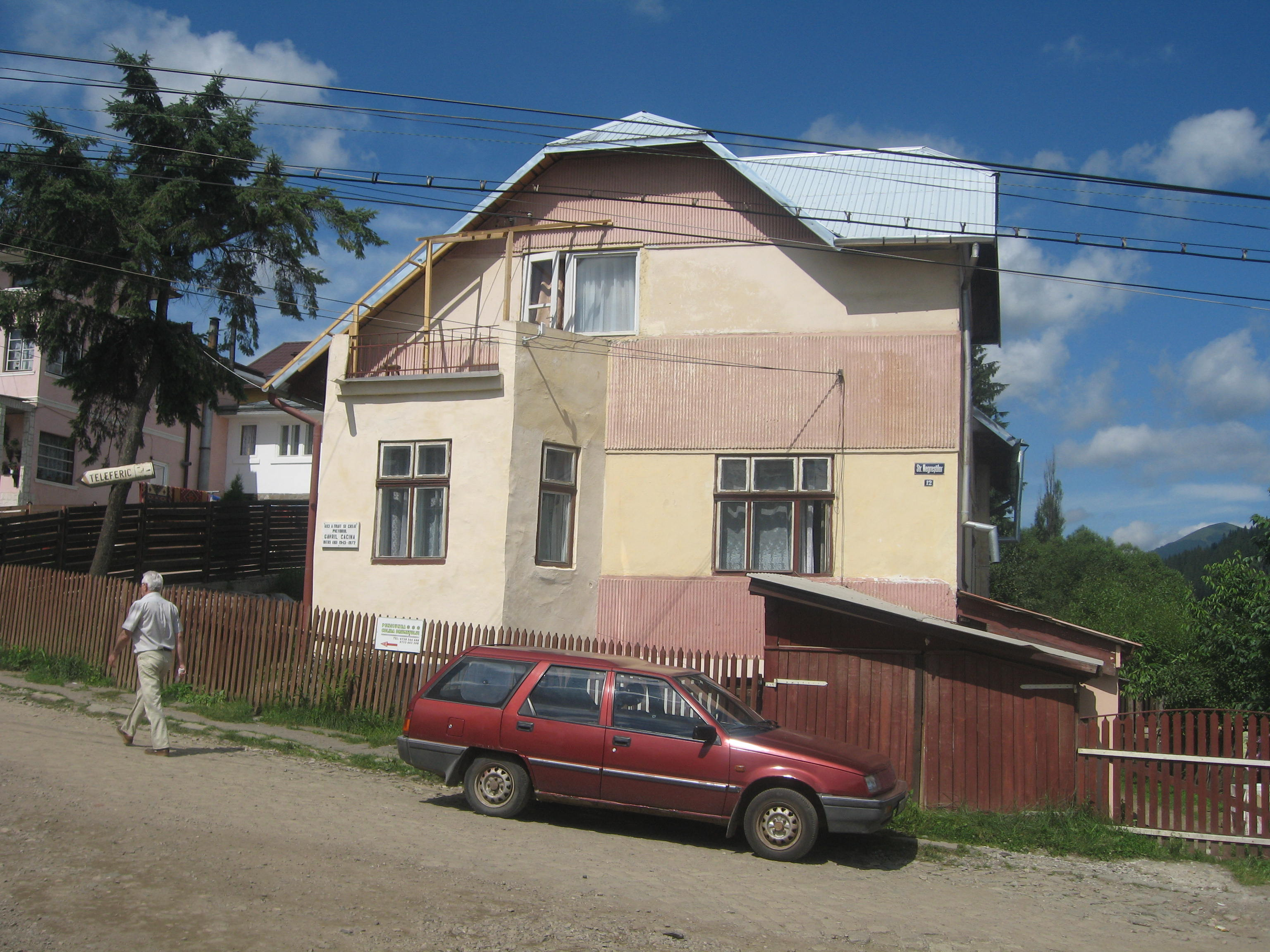
Casa pictorului Gavril Cacina
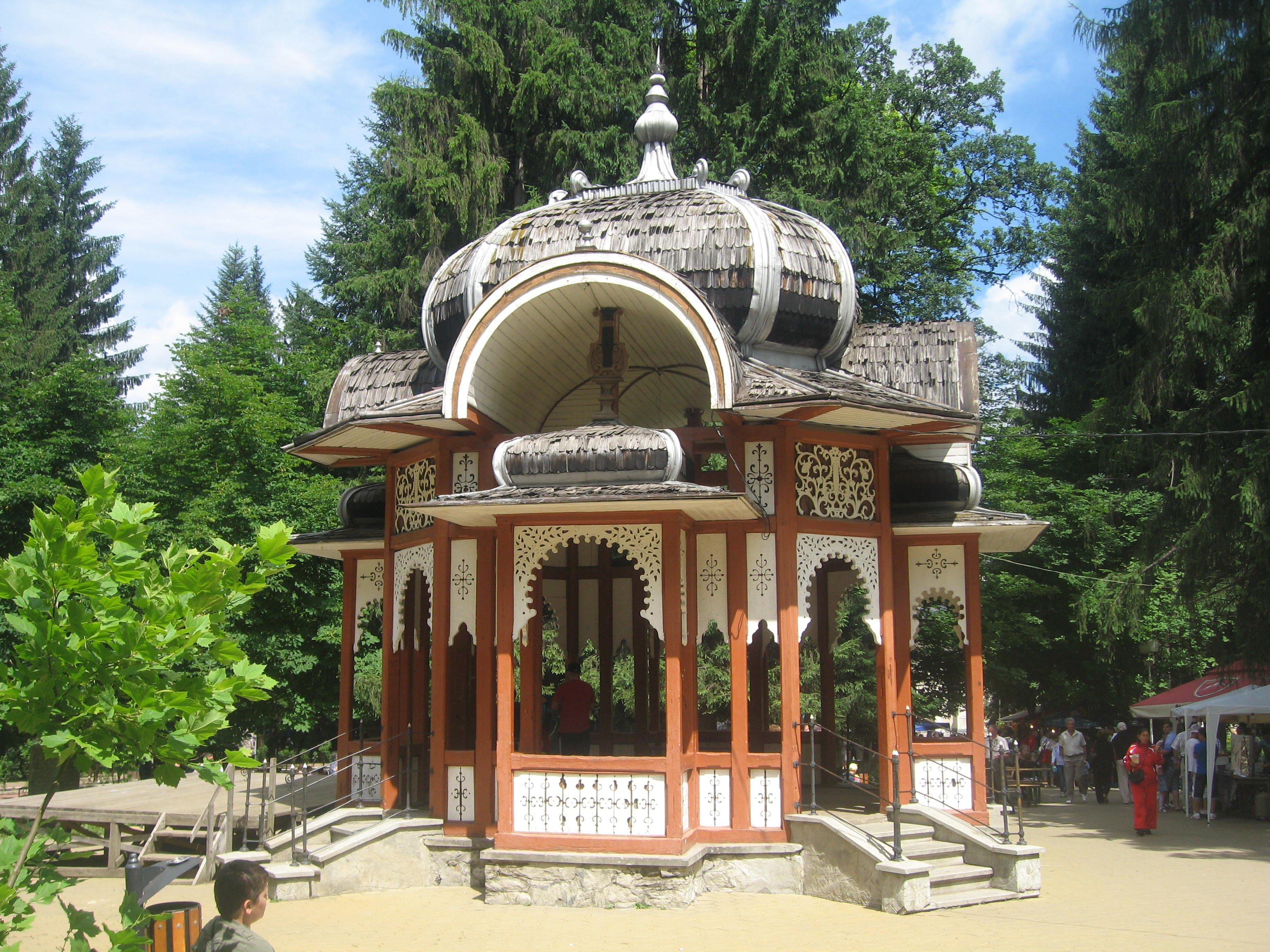
Pavilionul japonez din Parcul Central
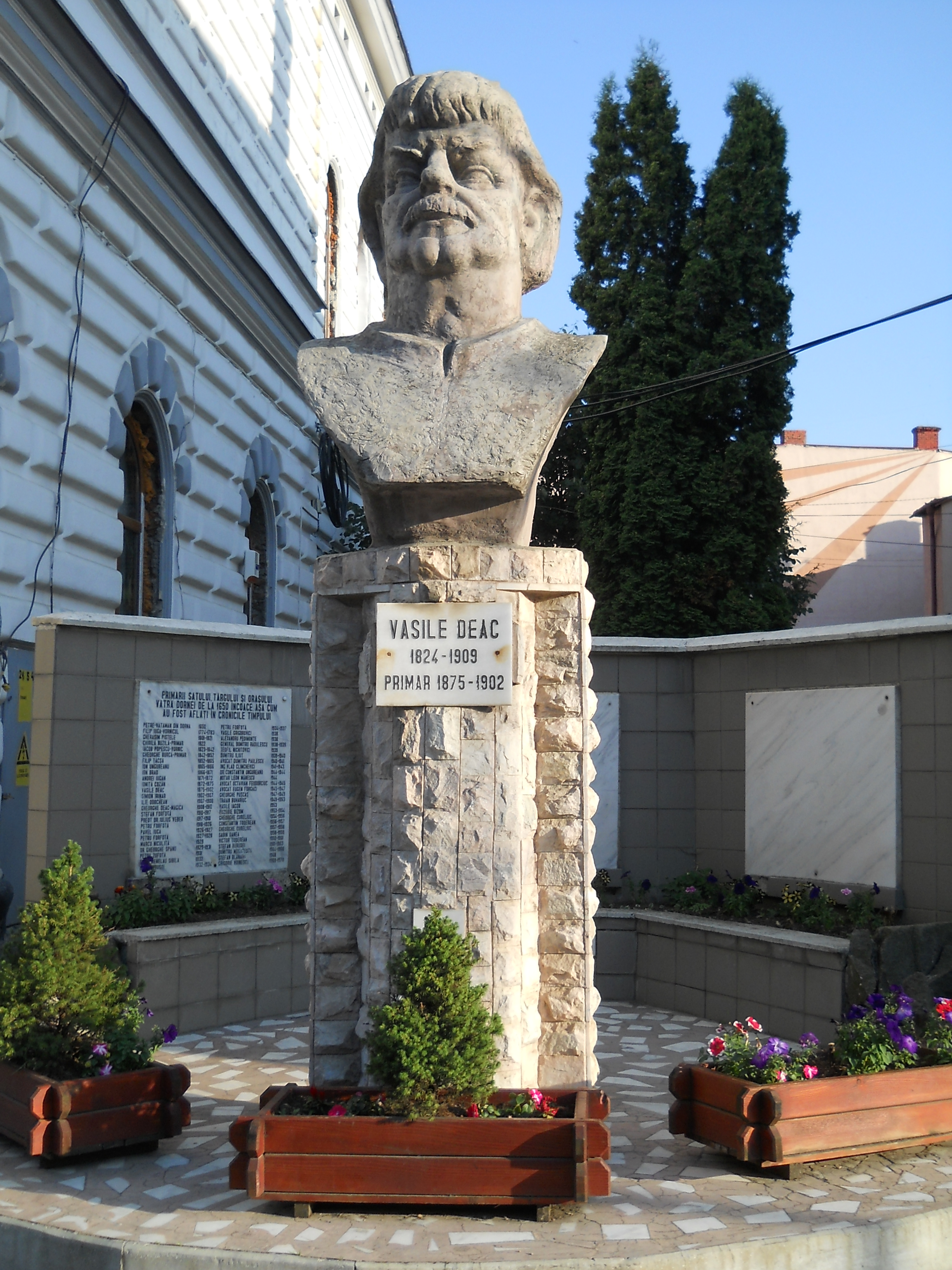
Bustul lui Vasile Deac
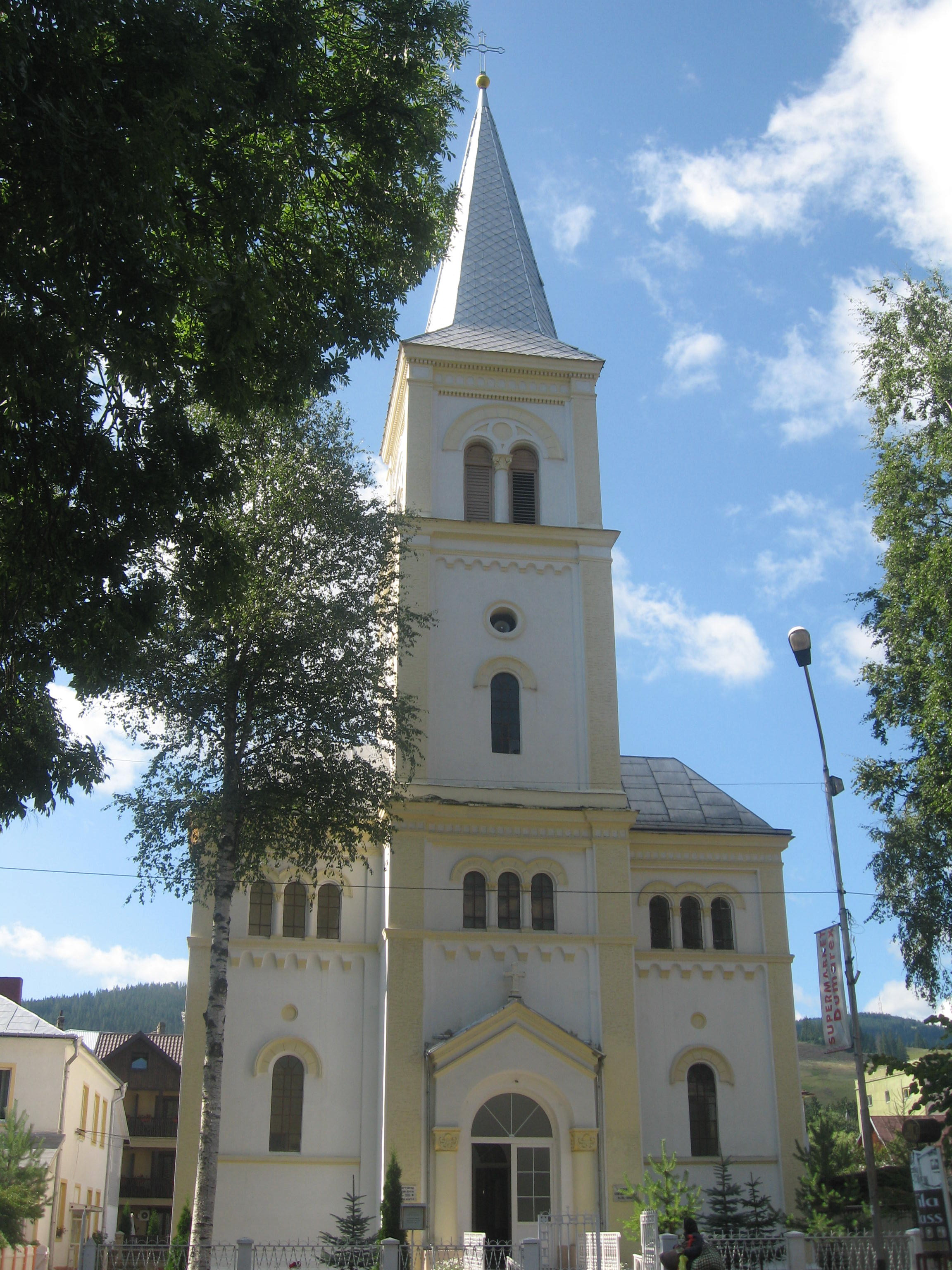
Biserica romano-catolică "Schimbarea la Față a lui Isus"
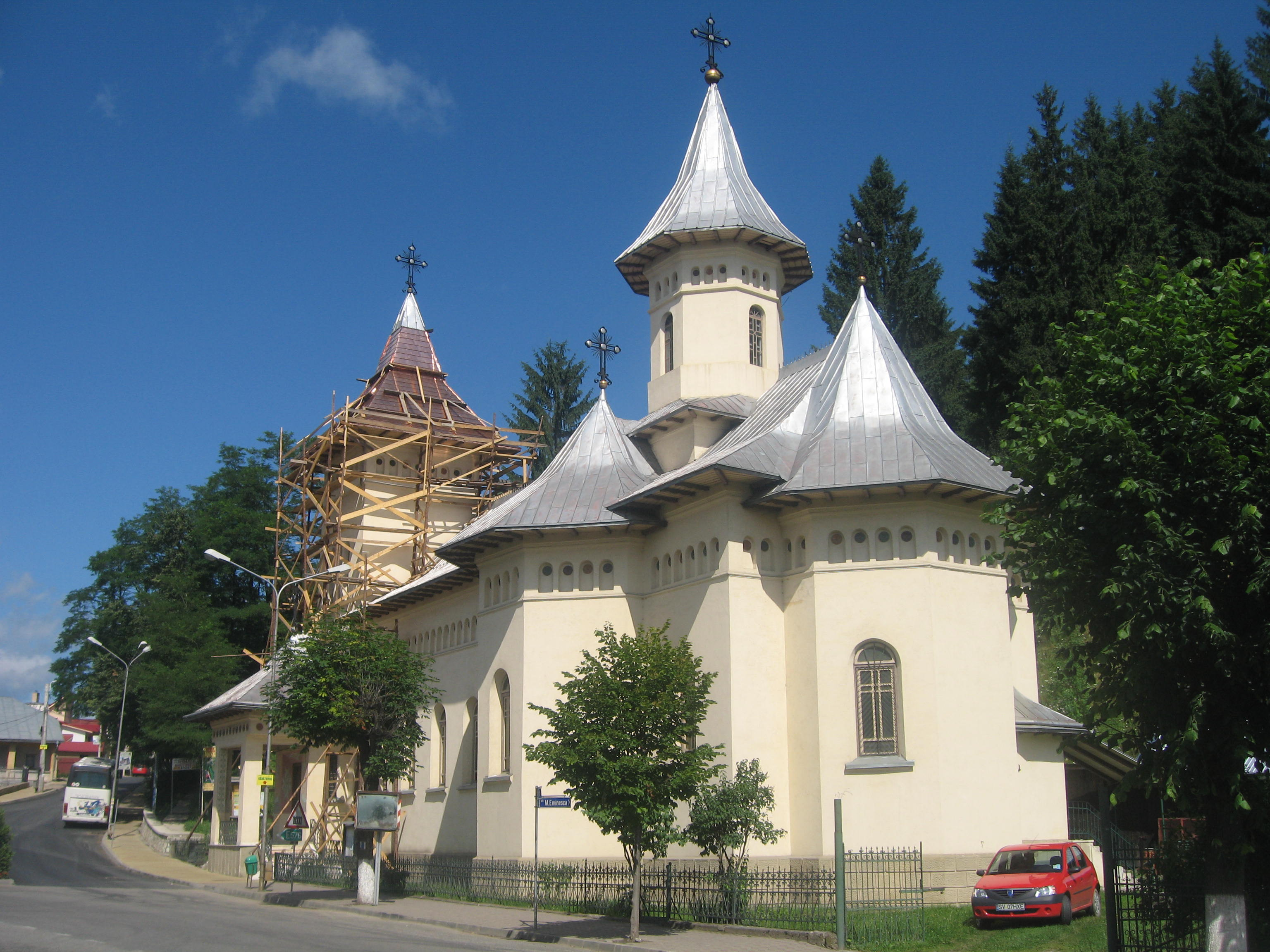
Biserica "Nașterea Maicii Domnului"
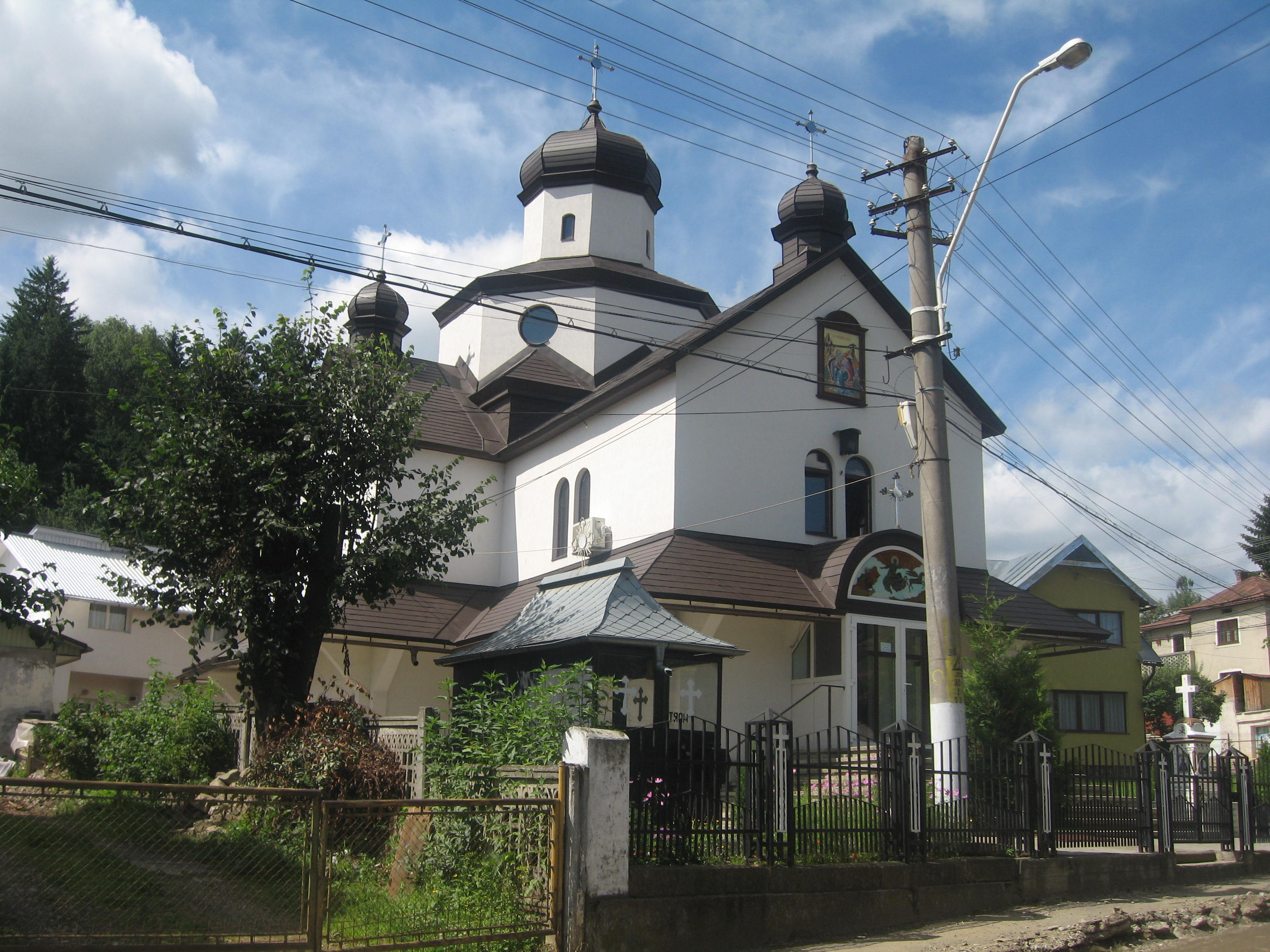
Biserica "Sfântul Ilie"
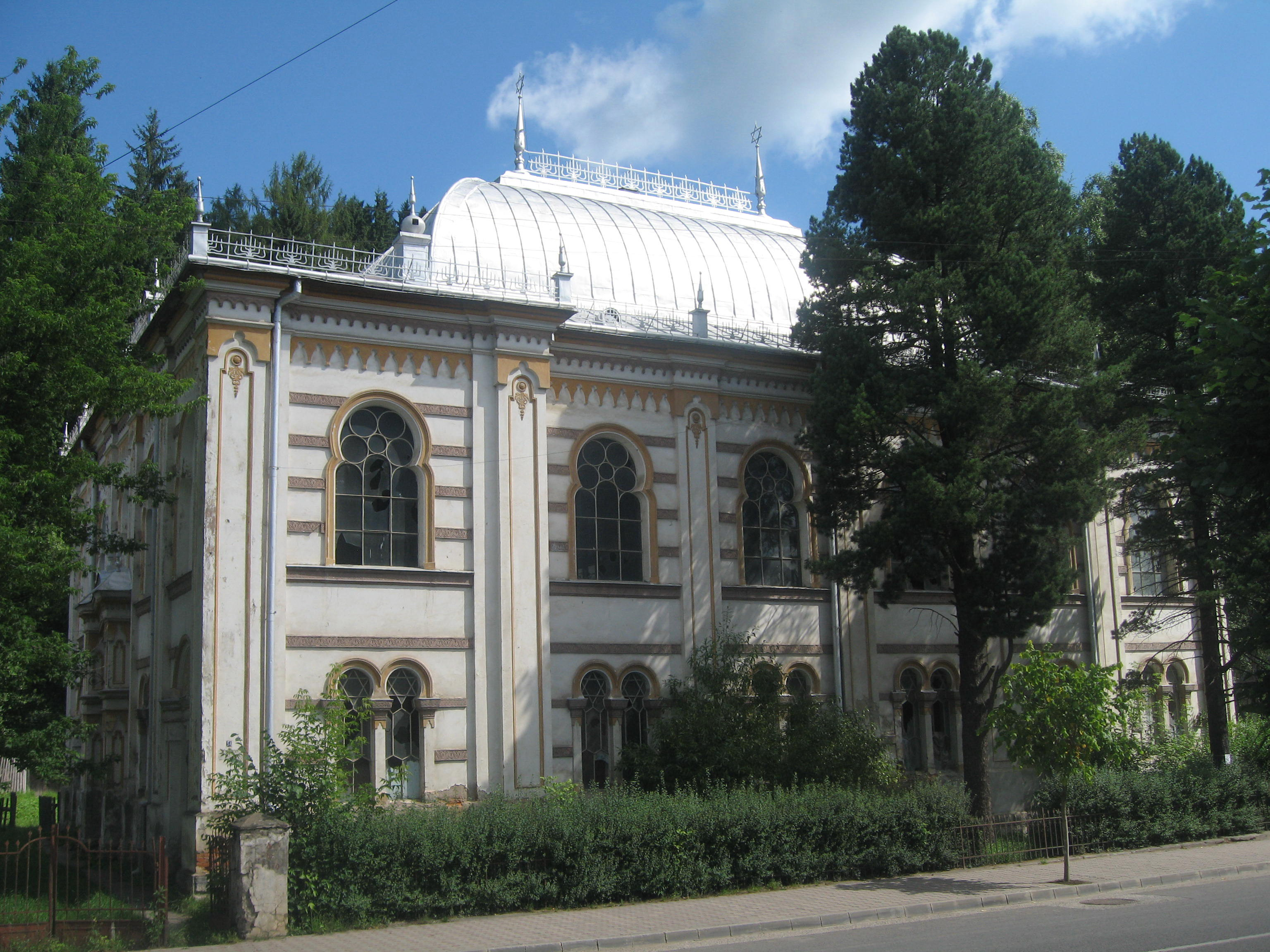
Templul Mare (sinagogă)
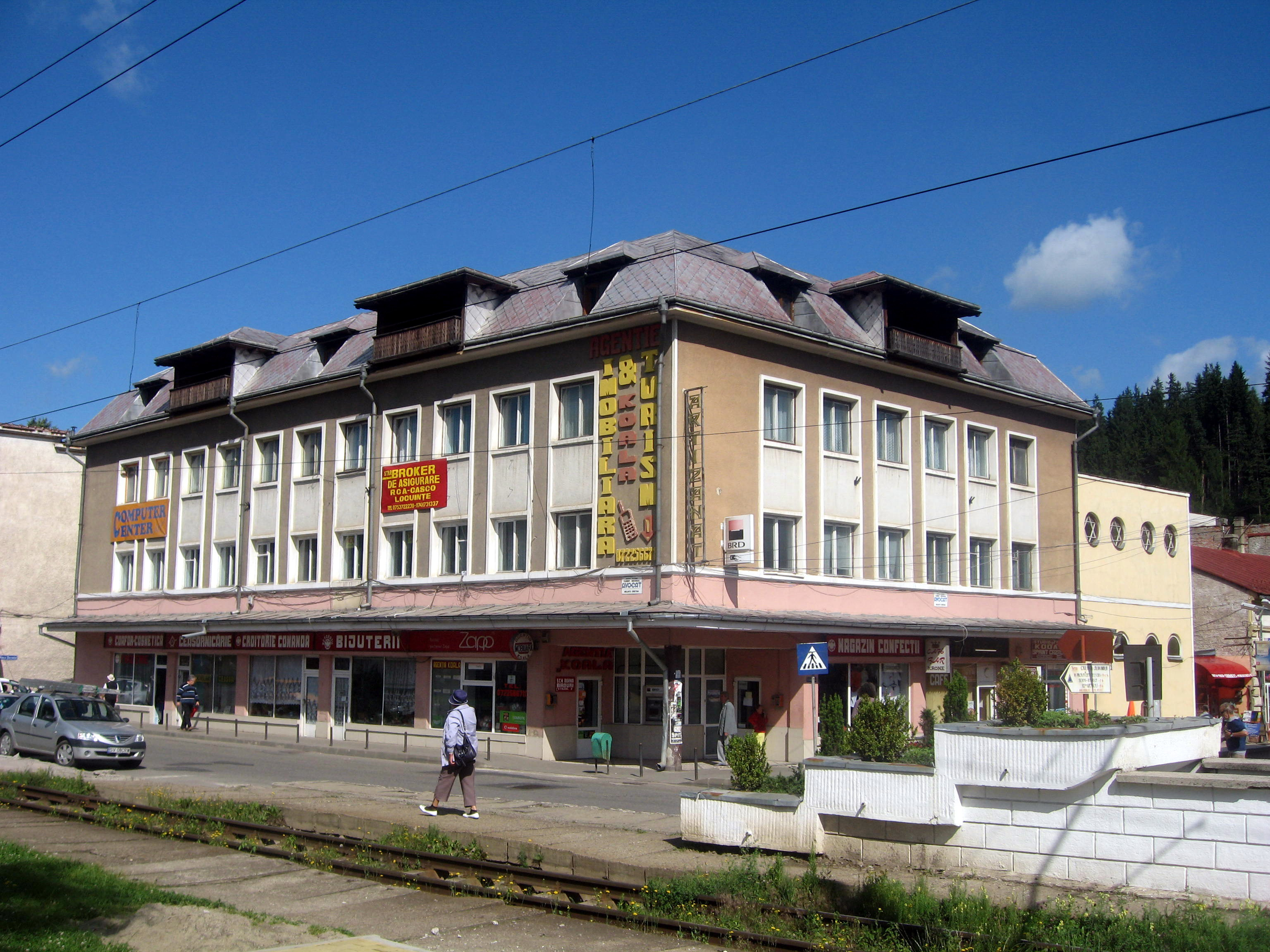
Sinagoga de pe Strada Luceafărul (la dreapta)
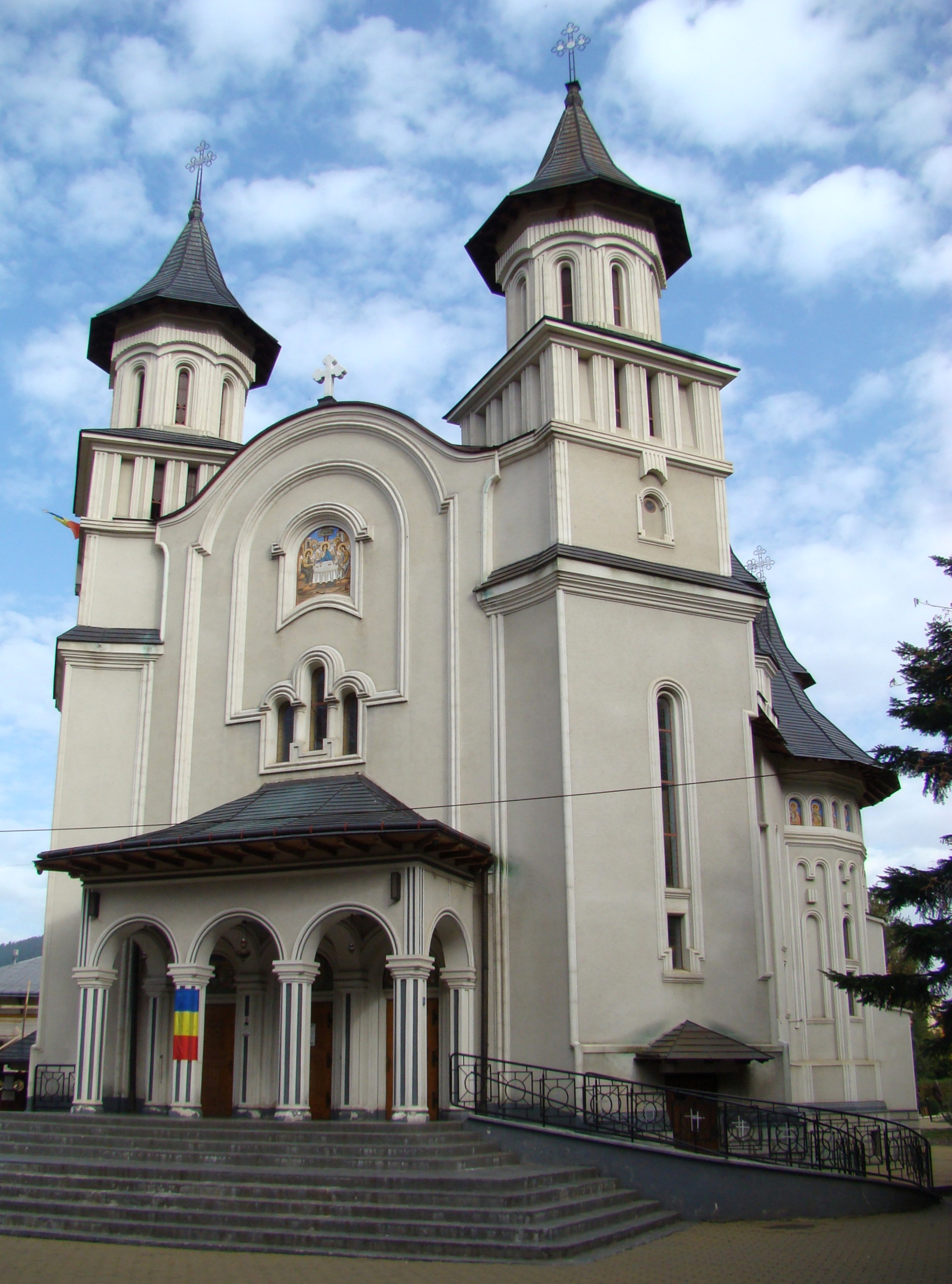
Catedrala ortodoxă "Sfânta Treime"
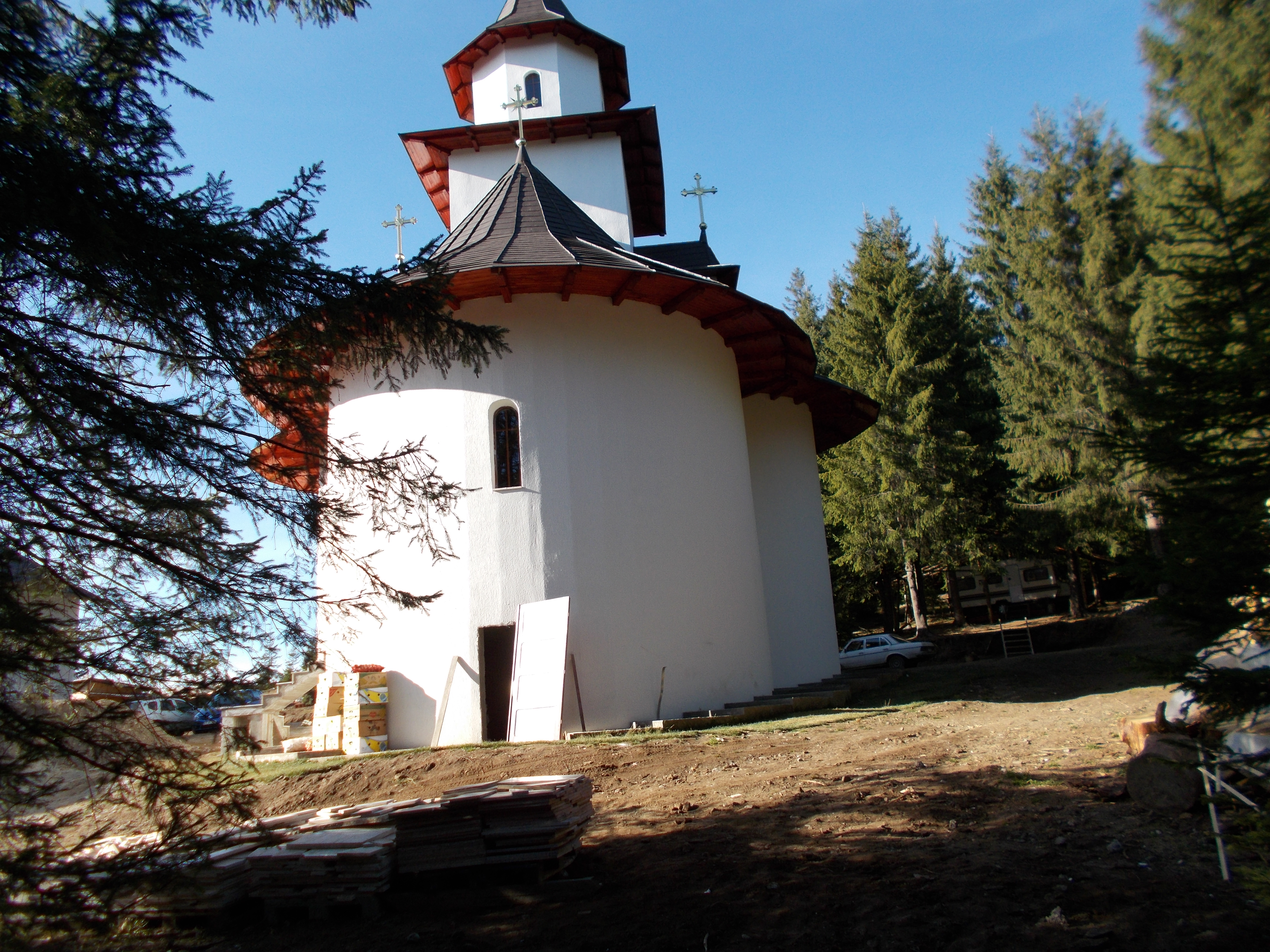
Schitul "Sfântul Nectarie"
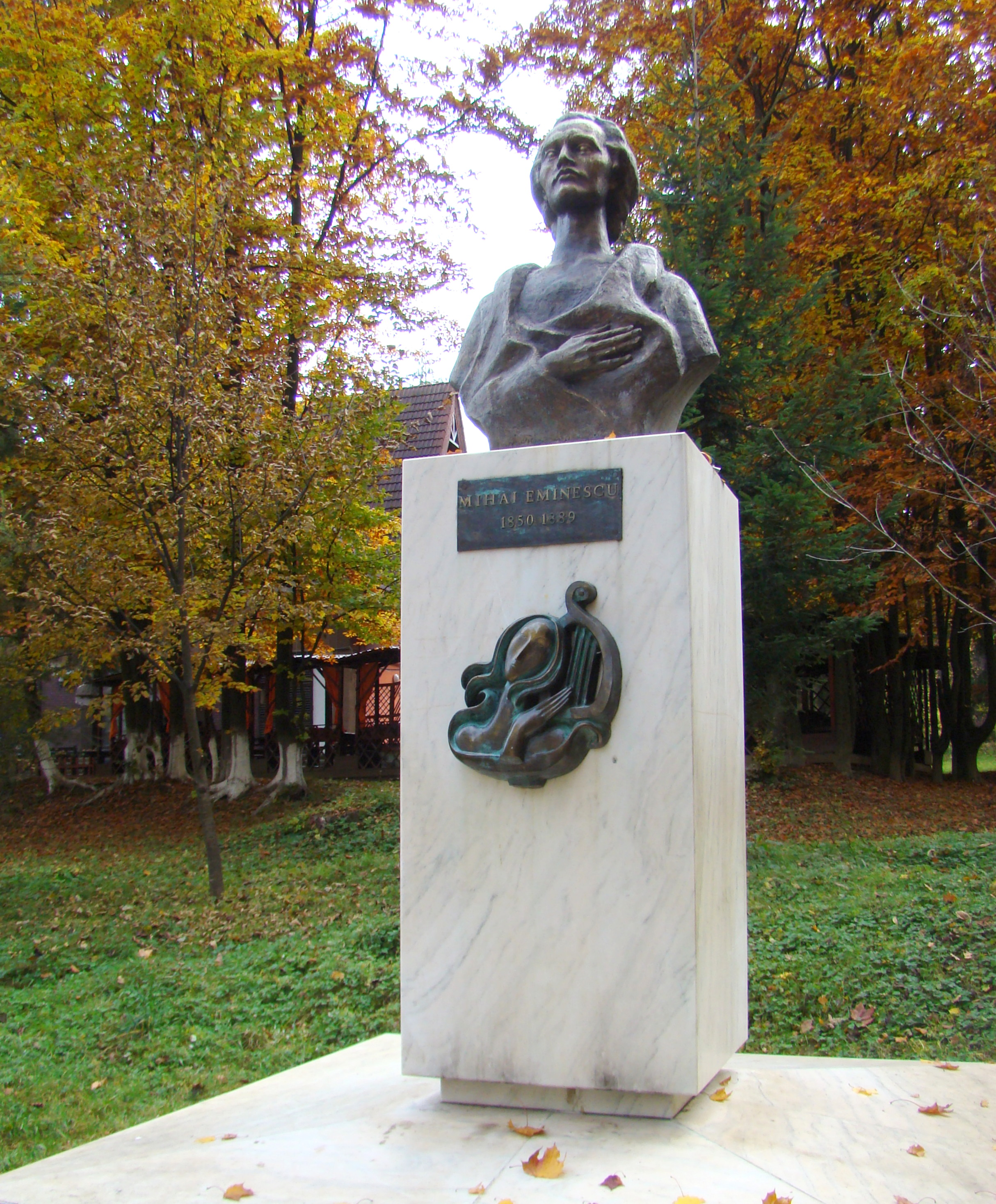
Grupul statuar din parcul stațiunii balneare - Bustul lui Mihai Eminescu
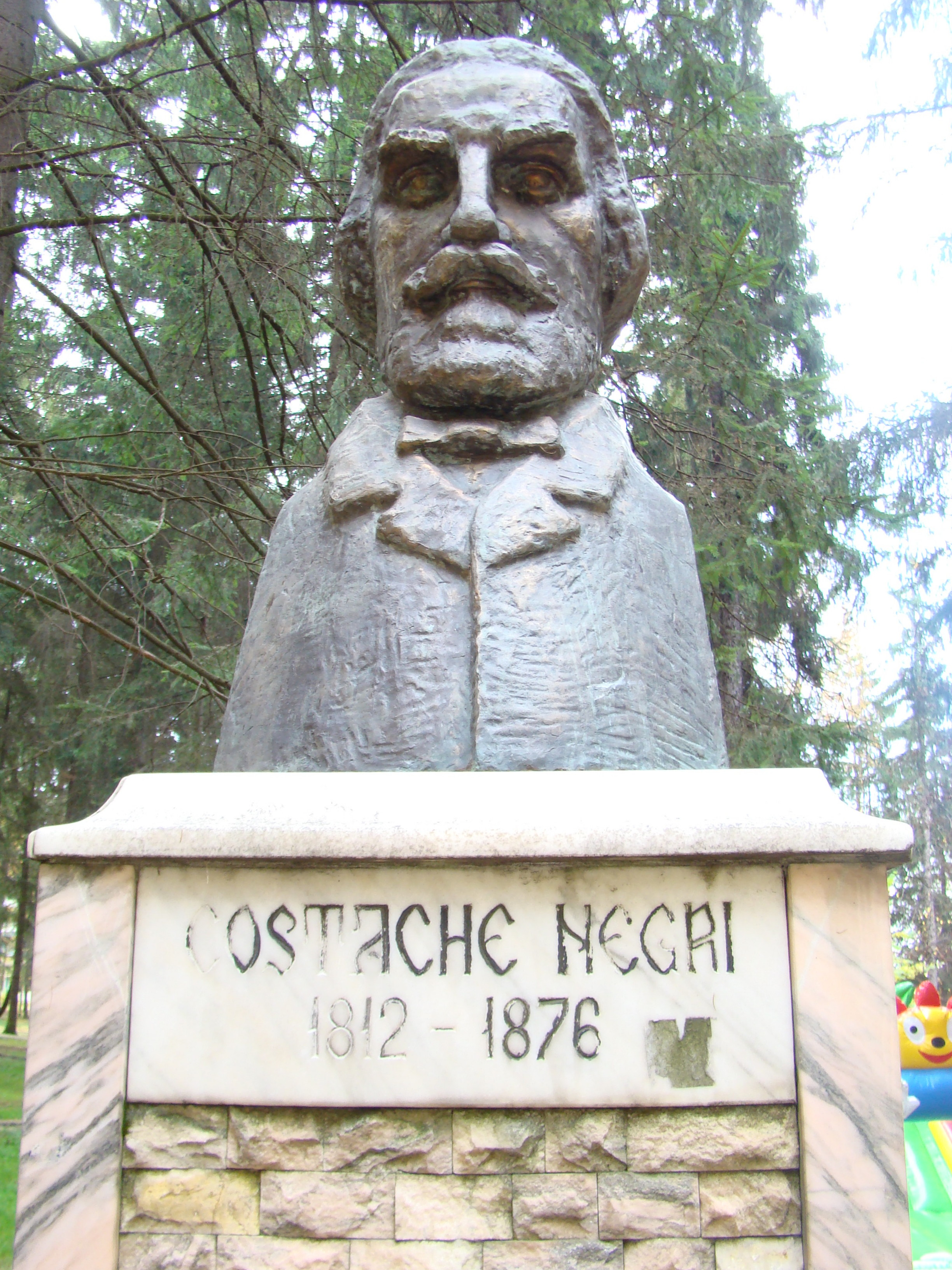
Grupul statuar din parcul stațiunii balneare - Bustul lui Costache Negri
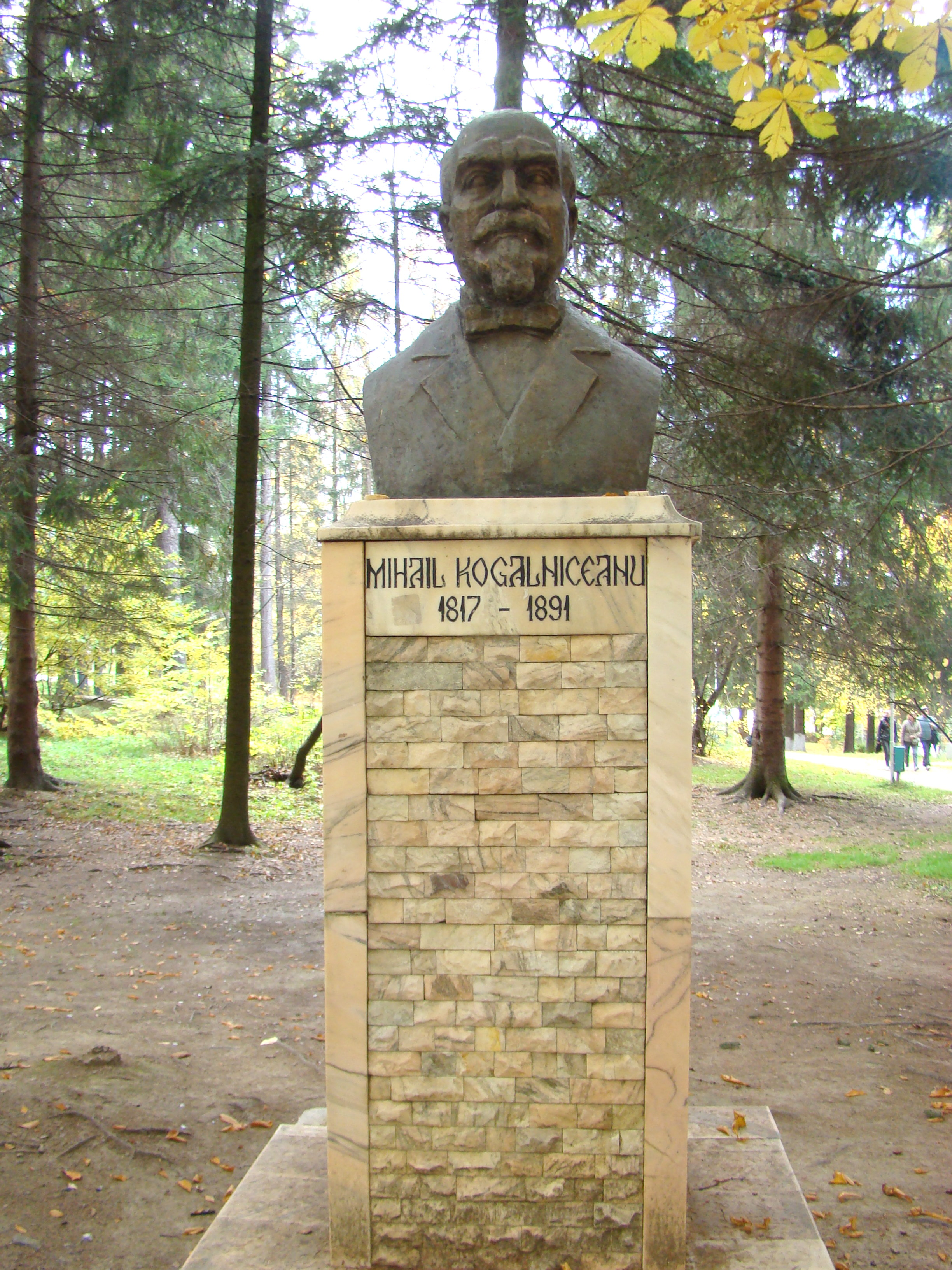
Grupul statuar din parcul stațiunii balneare - Bustul lui Mihail Kogălniceanu
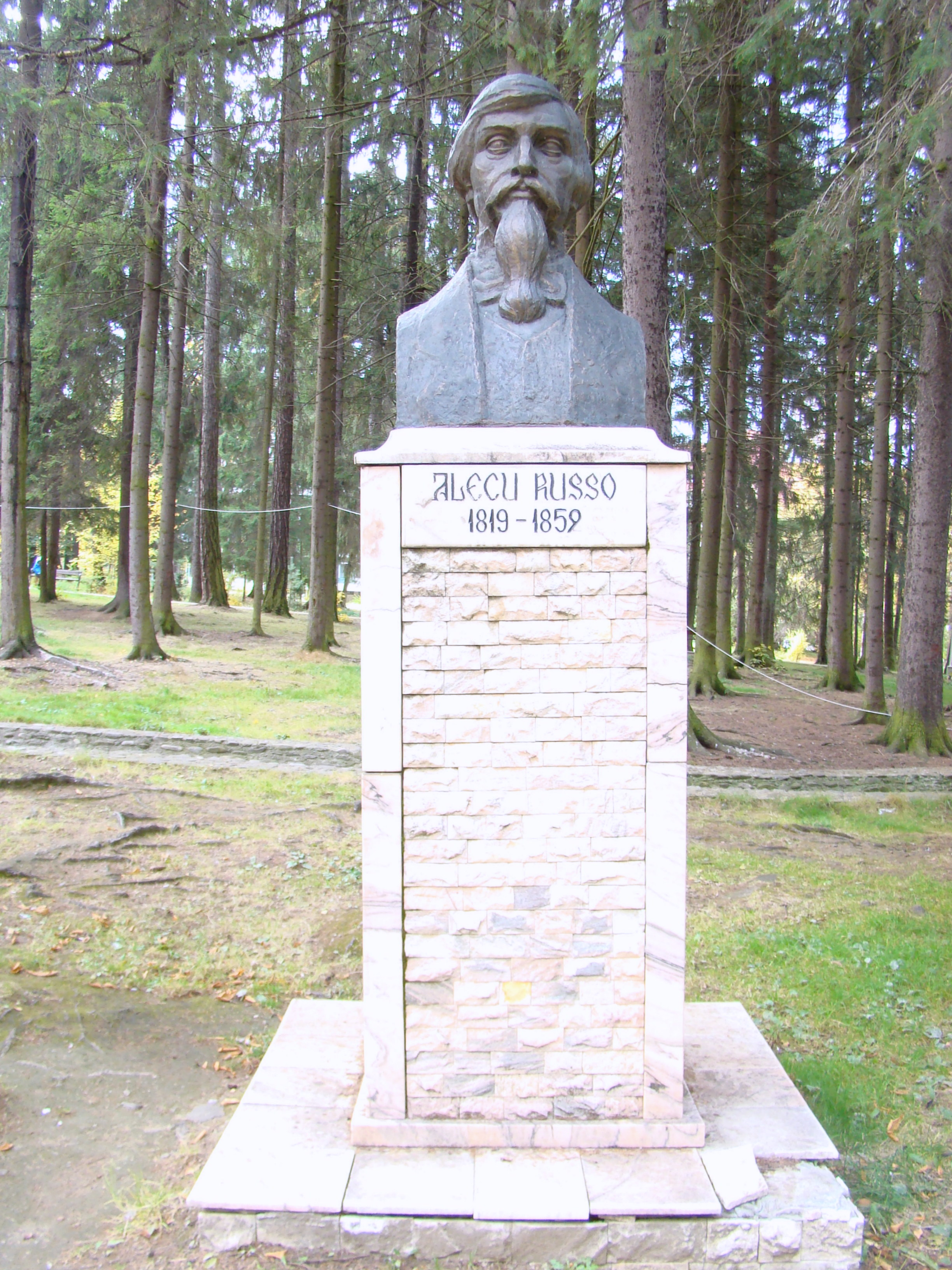
Grupul statuar din parcul stațiunii balneare - Bustul lui Alecu Russo
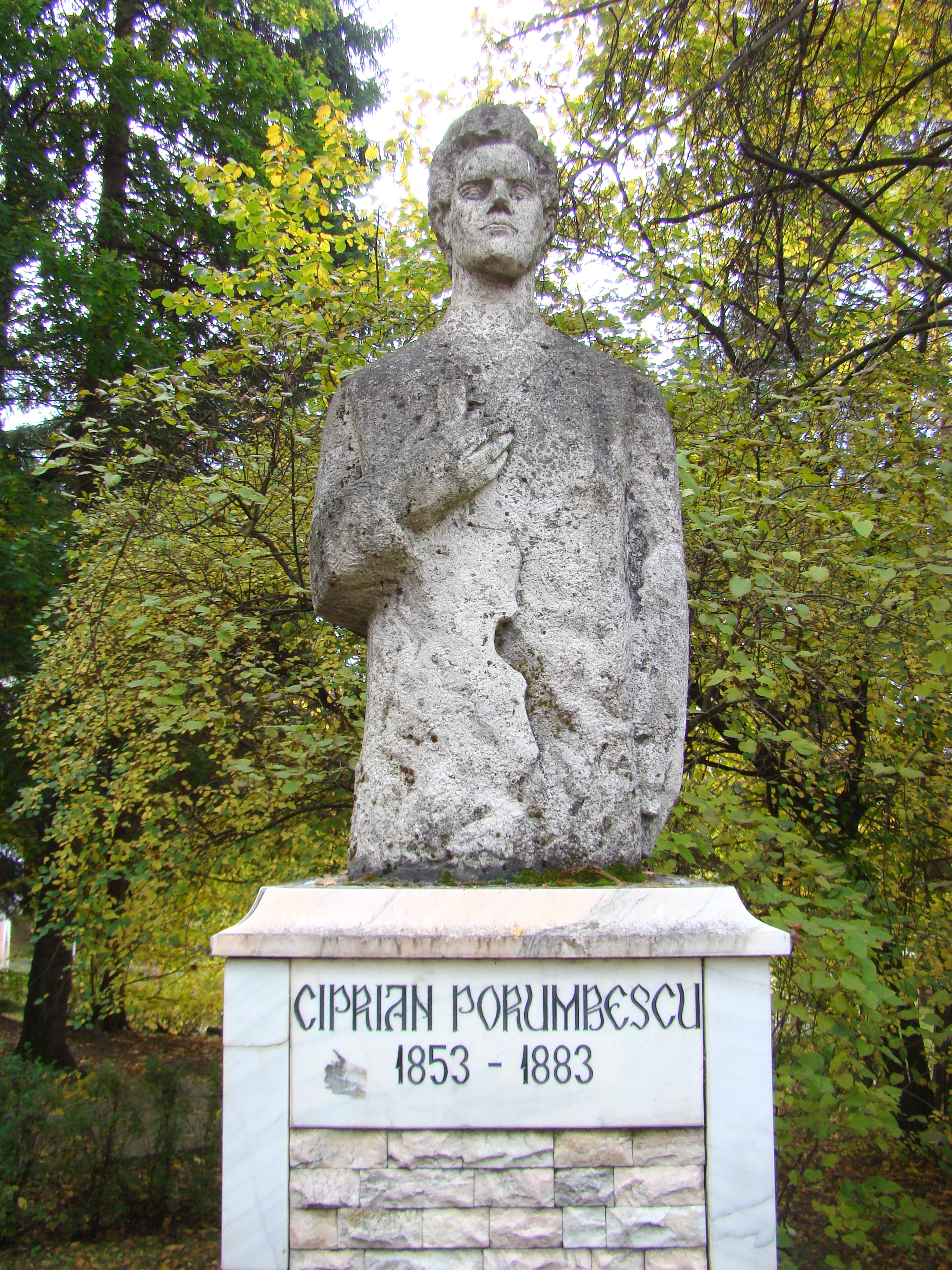
Grupul statuar din parcul stațiunii balneare - Bustul lui Ciprian Porumbescu
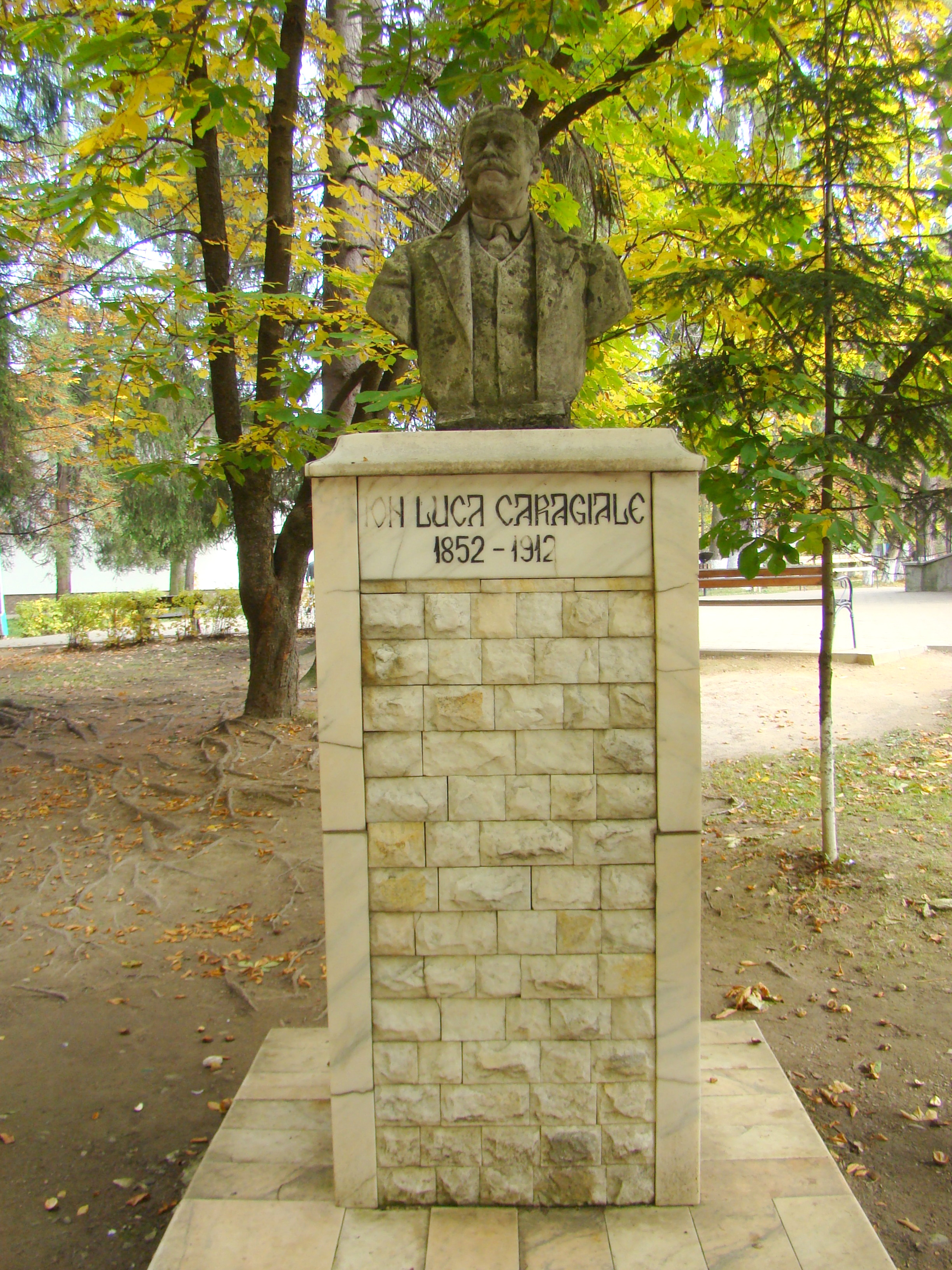
Grupul statuar din parcul stațiunii balneare - Bustul lui Ion Luca Caragiale
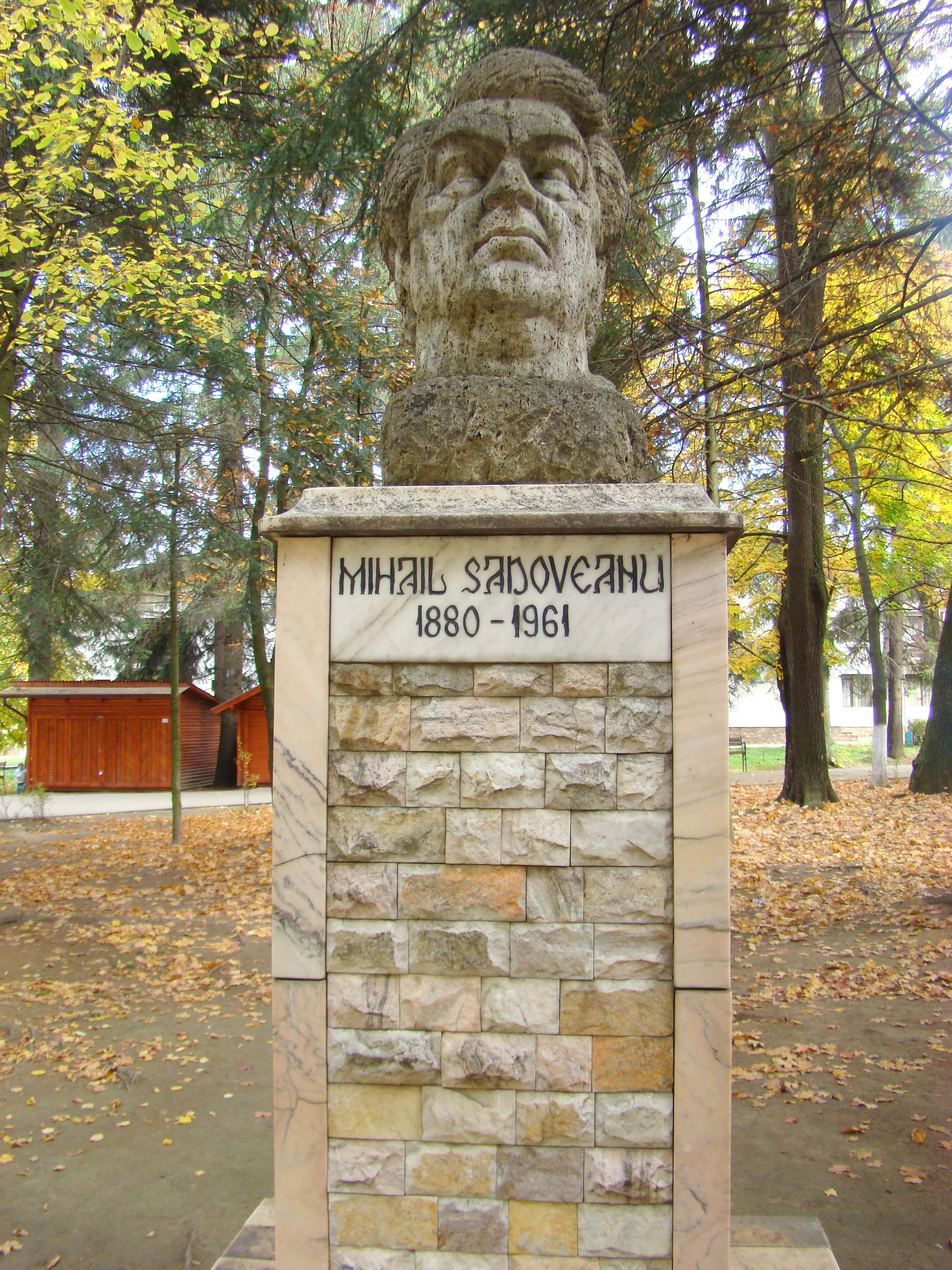
Grupul statuar din parcul stațiunii balneare - Bustul lui Mihail Sadoveanu
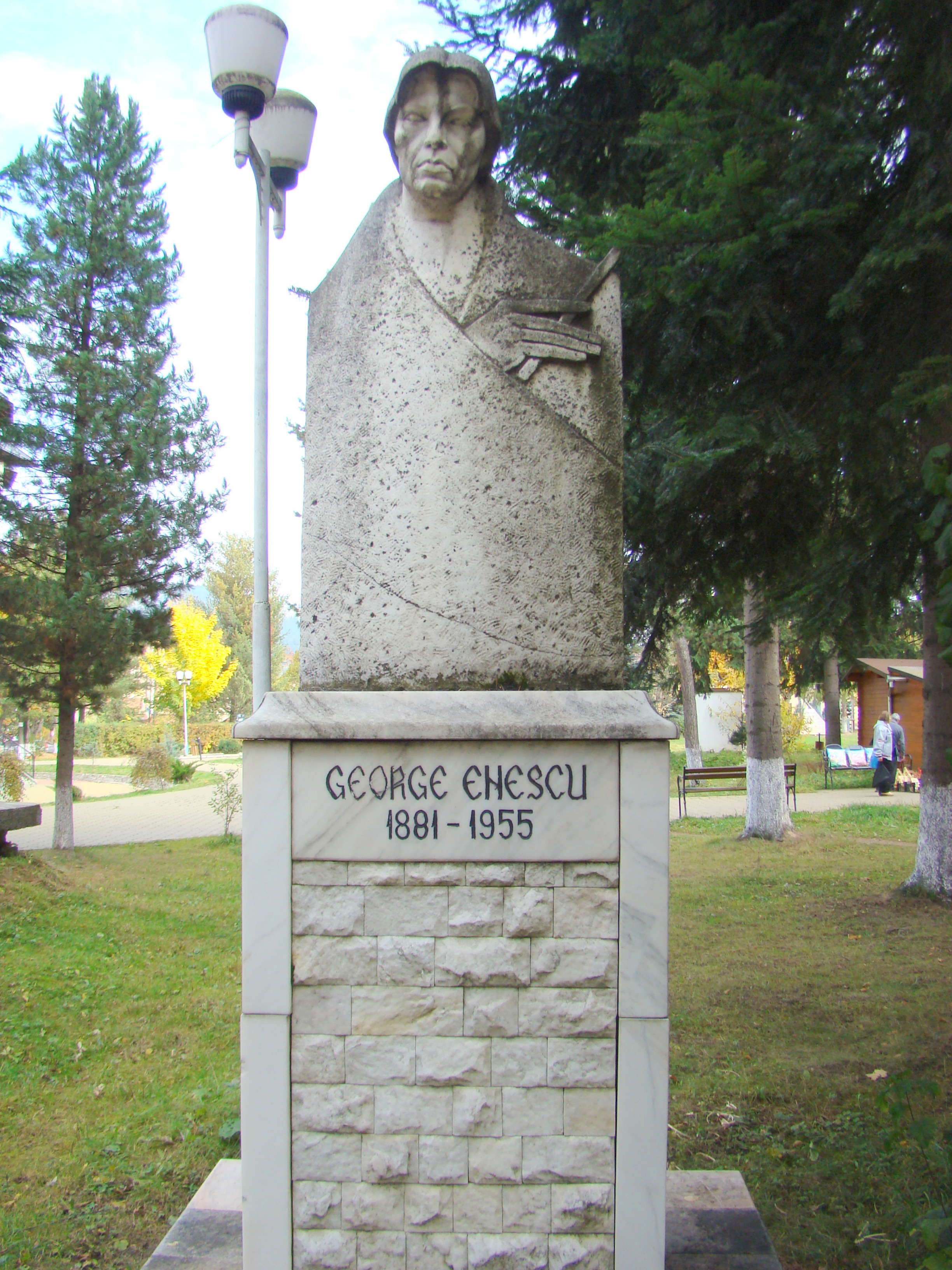
Grupul statuar din parcul stațiunii balneare - Bustul lui George Enescu
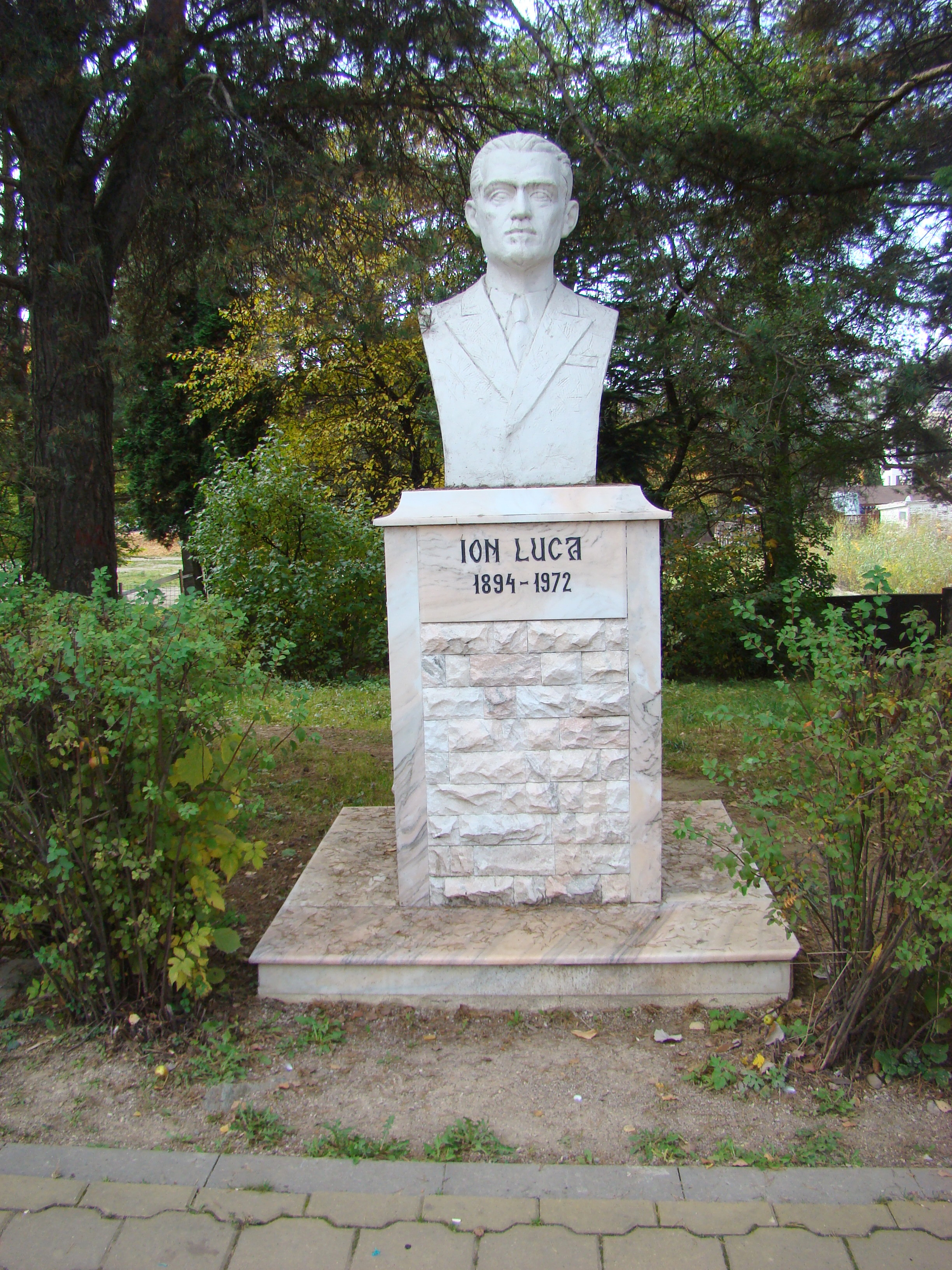
Grupul statuar din parcul stațiunii balneare - Bustul lui Ion Luca